# Twilight Zone/Episodenliste

Die Liste der Episoden von Twilight Zone umfasst eine Auflistung der Episoden des amerikanischen Mystery- und Science-Fiction-Seriefranchises Twilight Zone, sortiert nach der Reihenfolge der Erstausstrahlung in den Vereinigten Staaten.

## Unwahrscheinliche Geschichten (1959–1964)
Die Erstausstrahlung fand zwischen 1959 und 1964 auf dem amerikanischen Sender CBS statt und umfasst insgesamt 156 Folgen, aufgeteilt in fünf Staffeln. In Deutschland wurde die erste Folge der Serie am 25. Oktober 1961 unter dem Titel Unglaubliche Geschichten bei der ARD ausgestrahlt. 13 weitere Folgen wurden vom 2. März 1967 bis zum 2. Januar 1969 beim ZDF gezeigt und zwei Jahre später 24 neue Folgen von 3. März 1971 bis 18. November 1971 beim Bayerischen Rundfunk, unter dem Titel Geschichten, die nicht zu erklären sind.
Vom 13. November 1991 bis 1. Juli 1992 strahlte ProSieben weitere 33 Folgen unter dem Titel Unwahrscheinliche Geschichten aus. Zuletzt zeigte TV München 59 Folgen, wobei eine der vorherigen 33 Folgen die ProSieben sendete, neu synchronisiert wurde, vom 19. Januar 1996 bis schließlich 25. April 1997. Die übrigen 27 Folgen der Serie wurden bisher nicht im deutschen Fernsehen ausgestrahlt.

### Staffel 1
| Nr. (ges.) | Nr. (St.) | Deutscher Titel                      | Originaltitel                        | Erstausstrahlung USA | Deutschsprachige Erstausstrahlung (D) | Regie                         | Drehbuch                             |
| --- | --------- | ------------------------------------ | ------------------------------------ | -------------------- | ------------------------------------- | ----------------------------- | ------------------------------------ |
| 1 | 1         | Die leere Stadt                      | Where Is Everybody?                  | 2. Okt. 1959         | 25. Okt. 1961                         | Robert Stevens                | Rod Serling                          |
| Ein Mann läuft verwirrt und ohne Erinnerung herum. Die Straßen und Städte sind menschenleer und er versucht herauszufinden, wer er ist und was geschehen ist. Überall sieht es aus, als hätten die Menschen überstürzt alles stehen und liegen lassen und wären geflohen. Zigaretten brennen in einem Aschenbecher und Essen kocht auf dem Herd. Es gibt keine Anzeichen, wo die Menschen sind und warum sie verschwunden sind. Nach und nach droht er den Verstand zu verlieren. An einer Fußgängerampel drückt er immer wieder einen Knopf und bettelt, dass er raus könne. Nun klärt sich alles auf. Er befindet sich auf einer Air Force Base. In einer Versuchsapparatur wurde getestet, ob er den einsamen Flug zum Mond bestehen könnte. Durch die Einsamkeit hatte er die Halluzination von der leeren Welt. Mit Earl Holliman als Mike Ferris, James Gregory als Air-Force-General, Paul Langton als Arzt. |           |                                      |                                      |                      |                                       |                               |                                      |
| 2 | 2         | Das Geschäft mit dem Tod             | One for the Angels                   | 9. Okt. 1959         | 13. Nov. 1991                         | Robert Parrish                | Rod Serling                          |
| Mr. Bookman ist ein kleiner Straßenhändler. Der alte Mann mag seinen Job und ist besonders bei den Kindern seiner Nachbarschaft sehr beliebt. Eines Tages taucht ein Mann in seiner Wohnung auf und stellt sich als der Tod vor. Mr. Bookman soll um Mitternacht im Schlaf sterben. Doch dieser will das nicht und bittet um einen Aufschub. Tod gewährt ihm diesen, bis Mr. Bookman ein großer Wurf gelingt. Einen, bei dem sich der Himmel auftut – einer für die Engel. Doch Tod gibt ihm auch zu verstehen, dass um Mitternacht jemand sterben muss. Kurz darauf wird eines von Mr. Bookmans Nachbarskindern angefahren. Es soll um Mitternacht an seinen Verletzungen sterben. Mr. Bookman beschließt, dies zu verhindern. Er beginnt seine Waren anzupreisen und schafft es tatsächlich, den Tod so lange aufzuhalten, bis es nach Mitternacht ist. Mr. Bookman hatte damit seinen großen Wurf und ist nun bereit mit Tod mitzugehen. Mit Ed Wynn als Lou Bookman, Murray Hamilton als Mr. Death, Dana Dillaway als Maggie Polanski |           |                                      |                                      |                      |                                       |                               |                                      |
| 3 | 3         | Mr. Dentons zweite Chance            | Mr. Denton on Doomsday               | 16. Okt. 1959        | 19. Jan. 1996                         | Allen Reisner                 | Rod Serling                          |
| Al Denton ist ein ehemaliger Revolverheld, der aber dem Alkohol verfallen ist und von den anderen Bewohnern verspottet wird. Durch Zufall bekommt er noch einmal die Chance, an seine alten Zeiten anzuknüpfen. Er wird zu einem Duell herausgefordert. Doch Dentons Hand zittert stark und ist nicht mehr sehr treffsicher. Der mysteriöse Händler Henry J. Fate verkauft ihm ein Elixier, welches ihm seine alte Treffsicherheit zurückgibt. Beim Duell bemerkt Denton bei seinem Kontrahenten dasselbe Elixier. Beide schießen und verletzen den jeweils anderen so schwer an der Hand, dass beide nie wieder ein Duell austragen können. Denton ist glücklich über diese Tatsache, da ein gewonnenes Duell dazu führt, dass man von immer neuen Gegnern herausgefordert wird, bis man verliert und die Menschen den Respekt verlieren. Durch die Verletzung wurde Denton davor bewahrt, ein zweites Mal den falschen Weg einzuschlagen. Mit Dan Duryea als Al Denton, Martin Landau als Dan Hotaling, Jeanne Cooper als Liz, Malcolm Atterbury als Henry J. Fate, Ken Lynch als Charlie. |           |                                      |                                      |                      |                                       |                               |                                      |
| 4 | 4         | 16 mm Traumwelt                      | The Sixteen-Millimeter Shrine        | 23. Okt. 1959        | 26. Jan. 1996                         | Mitchell Leisen               | Rod Serling                          |
| Barbara war vor über 20 Jahren ein gefeierter Filmstar. Inzwischen ist sie in Vergessenheit geraten und hat keine größeren Rollenangebote mehr bekommen. Die meiste Zeit des Tages verbringt sie in ihrem privaten Vorführraum, sieht sich ihre alten Filme an und trauert ihrer Glanzzeit hinterher. Ihr Agent Danny Weiss verschafft ihr ein Rollenangebot. Doch als sie hört, dass sie nur eine Nebenrolle als eine Mutter spielen soll verlässt sie erzürnt das Büro des Regisseurs und schließt sich zu Hause ein. Auch der Besuch ihres alten Filmpartners kann sie nicht trösten. Eines Tages ist Barbara plötzlich verschwunden. Ihr Agent sieht sich die Filmrolle an, welche noch im Abspielgerät steckt. Geschockt sieht er auf der Leinwand den Flur von Barbaras Haus. Sie empfängt darin alle ihre alten Freunde, welche genauso aussehen wie in den Filmen. Trotz Bitten ihres Agenten verschwindet Barbara aus dem Bild. Mit Ida Lupino als Barbara Jean Trenton, Martin Balsam als Danny Weiss, Jerome Cowan als Jerry Hearndan, Ted de Corsia als Marty Sall. |           |                                      |                                      |                      |                                       |                               |                                      |
| 5 | 5         | Vielleicht in einer Sommernacht      | Walking Distance                     | 30. Okt. 1959        | 2. Feb. 1996                          | Robert Stevens                | Rod Serling                          |
| Während er mit seinem Wagen an einer Tankstelle steht, beschließt Martin Sloan zu Fuß in sein altes Heimatdorf zu laufen. Dort sieht es noch genauso aus wie in seiner Kindheit. Auch die Preise für sein Lieblingseis sind noch die gleichen. Als er im Park unterwegs ist, begegnet er plötzlich seinem kindlichen Selbst. Nun begreift er, dass er in der Vergangenheit ist. Er folgt seinem Kind-Ich, doch der Junge rennt erschrocken davon. Am Abend versucht er noch einmal mit ihm zu sprechen und ihm bzw. sich selbst klarzumachen, dass seine Kindheit die schönste Zeit war und er sie genießen soll. Doch wieder rennt der Junge davon, dabei verletzt er sich schwer am Bein. Später taucht Martins Vater beim Erwachsenen Martin auf und erklärt ihm, dass er aufhören müsse zurückzuschauen und lieber vorwärtsblicken sollte. Martin nimmt sich das zu Herzen. Als er wieder zur Eisdiele geht, ist er wieder in seiner eigenen Zeit. Von seiner Reise hat er nur ein Humpeln zurückbehalten, resultierend aus dem Sturz vom Karussell in seiner Kindheit. Mit Gig Young als Martin Sloan, Frank Overton als Robert Sloan, Irene Tedrow als Mrs. Sloan, Michael Montgomery als junger Marty, Byron Foulger als Charlie, Ron Howard als Wilcox-Junge. |           |                                      |                                      |                      |                                       |                               |                                      |
| 6 | 6         | Die Rücktrittsklausel                | Escape Clause                        | 6. Nov. 1959         | 9. Feb. 1996                          | Mitchell Leisen               | Rod Serling                          |
| Walter Bedeker ist ein Hypochonder, der mit seinen Launen seiner Frau und seinem Arzt das Leben schwer macht. Ständig wähnt er sich dem Tode nahe. Eines Tages taucht der Teufel auf und bietet ihm einen Deal. Walter bekommt die Unsterblichkeit und Unverwundbarkeit im Austausch für seine Seele. Doch nun bietet das Leben für den Mann keinen Reiz mehr. Egal, was er macht (vor die U-Bahn oder den Bus springen), er bleibt immer unverletzt. In einem Anflug von Lebensmüdigkeit steigt Walter auf das Dach seines Hauses und will springen. Seine Frau ist ihm gefolgt und will ihn aufhalten. Dabei kommt es zu einem Streit, bei dem die Frau vom Dach fällt und stirbt. Walter gesteht den Mord, da er gerne auf den elektrischen Stuhl will. Doch der Richter verurteilt ihn zu lebenslanger Haft im Zuchthaus. Nun bekommt es Walter mit der Angst zu tun, und er beschließt die Rücktrittsklausel in Anspruch zu nehmen. Er stirbt an einem Herzanfall. Mit David Wayne als Walter Bedeker, Thomas Gomez als Cadwallader, Virginia Christine als Ethel Bedeker, Raymond Bailey als Arzt. |           |                                      |                                      |                      |                                       |                               |                                      |
| 7 | 7         | Gefangen in der Einsamkeit           | The Lonely                           | 13. Nov. 1959        | -                                     | Jack Smight                   | Rod Serling                          |
| Der Mörder Corry wurde zu 50 Jahren Haft auf einem Asteroiden verurteilt, auf dem sich außer ihm kein Mensch befindet. Der Kapitän eines regelmäßig vorbeischauenden Versorgungsschiffs hat Mitleid mit ihm und hinterlässt ihm bei einem Besuch einen hochentwickelten weiblichen Roboter namens Alicia. Alicia verfügt über menschliche Emotionen und entwickelt eine an Corry angepasste Persönlichkeit. Nach und nach verliebt er sich in Alicia. Als das Versorgungsschiff das nächste Mal landet, eröffnet ihm der Kapitän, dass er begnadigt wurde und umgehend zur Erde zurückkehren soll. Für Corry eröffnet sich das Dilemma, dass die Rakete nur ihn, nicht aber ein zusätzliches Gewicht durch Alicia tragen kann. Der Kapitän erschießt die Roboterin und drängt Corry zum Abflug. Mit Jack Warden als James A. Corry, John Dehner als Captain Allenby, Jean Marsh als Alicia. |           |                                      |                                      |                      |                                       |                               |                                      |
| 8 | 8         | Alle Zeit der Welt                   | Time Enough at Last                  | 20. Nov. 1959        | 20. Nov. 1991                         | John Brahm                    | Rod Serling & Lynn Venable           |
| Henry Bemis ist ein Bücherwurm. Da ihn seine Frau zu Hause nicht in Ruhe lesen lässt, tut er dies bei der Arbeit. Das erzürnt aber seinen Chef. Henry ist deprimiert, da niemand seine Liebe zur Literatur zu teilen scheint und ihm niemand die Ruhe zum Lesen gönnt. An einem Tag beschmiert seine Frau sogar einen Gedichtband und zerfetzt letztendlich das Buch. Henry schließt sich am folgenden Tag im Tresor der Bank ein, in der er arbeitet, um in Ruhe zu lesen. Plötzlich kommt es zu einer Explosion, welche er aber überlebt. Alle anderen Menschen sind dagegen tot. Zu Anfang ist Henry völlig verstört und spielt mit dem Gedanken, sich selbst umzubringen. Doch dann sieht er, dass die Bücher in der Bibliothek noch erhalten sind. Er beschließt, nun endlich die Zeit zu nutzen, um alles zu lesen. Doch bevor er beginnen kann, zerbricht seine Brille, ohne die er kaum etwas sehen kann. Mit Burgess Meredith als Henry Bemis, Jacqueline deWit als Helen Bemis, Vaughn Taylor als Mr. Carsville. |           |                                      |                                      |                      |                                       |                               |                                      |
| 9 | 9         | Die Macht der Träume                 | Perchance to Dream                   | 27. Nov. 1959        | 27. Nov. 1991                         | Robert Florey                 | Charles Beaumont                     |
| Der nervös wirkende Edward Hall sucht auf Drängen seines Arztes einen Psychiater auf. Dieser rät ihm sich erstmal hinzulegen. Hall steht gleich wieder auf, weil er Angst hat zu sterben, wenn er einschläft. Hall erzählt von Träumen, in denen eine mysteriöse Frau erscheint, die will, dass er in diesen Träumen Dinge tut, die er wegen seiner Krankheit in der Wirklichkeit nicht machen kann. In der Sprechstundenhilfe erkennt Hall schließlich diese Frau und er springt aus Panik durch das Fenster in den Tod. Am Ende erfährt der Zuschauer, dass Hall eigentlich im Schlaf gestorben ist und dass alles, was nach der Begrüßung durch den Psychiater stattgefunden hat, nur ein Traum war. Mit Richard Conte als Edward Hall, John Larch als Dr. Eliot Rathmann, Suzanne Lloyd als Maya. |           |                                      |                                      |                      |                                       |                               |                                      |
| 10 | 10        | Das Geisterschiff                    | Judgment Night                       | 4. Dez. 1959         | 27. Juni 1971                         | John Brahm                    | Rod Serling                          |
| 1942, zur Zeit des 2. Weltkrieges. Der verwirrte Carl Lanser überquert als Passagier der Queen of Glasgow – eines englischen Frachtschiffs – den Atlantischen Ozean. Aufgrund eines dichten Nebels hat das Schiff den Anschluss an den Konvoi verloren. Dazu hat er das Gefühl, dass er alles schon einmal erlebt hat. Ihn befällt die Vorahnung eines großen Unglückes, das mit einem deutschen U-Boot zu tun hat, doch niemand will auf den verwirrten Passagier hören. Später stellt sich heraus, dass Lanser Kapitän des U-Bootes war, der das betroffene Schiff ohne Vorwarnung versenken ließ und als Strafe die Unglücksnacht wieder und wieder erleben muss. Mit Nehemiah Persoff als Carl Lanser, Deirdre Owens als Barbara Stanley, Patrick Macnee als First Officer McLeod, Ben Wright als Captain Wilbur, Leslie Bradley als Major Devereaux. |           |                                      |                                      |                      |                                       |                               |                                      |
| 11 | 11        | Testflug                             | And When the Sky Was Opened          | 11. Dez. 1959        | 5. Juni 1971                          | Douglas Heyes                 | Rod Serling & Richard Matheson       |
| Nach einem Testflug ins All stürzen die Piloten Harrington, Forbes und Gart ab und werden in ein Militärkrankenhaus gebracht. Ihre Erinnerungen an das Geschehene sind ausgelöscht, doch zunehmend vergessen ihre Mitmenschen, dass es die Testpiloten gibt. Eltern, Ehefrauen und die Piloten selber können sich zunehmend nicht daran erinnern, dass es sie gegeben hat, bis alle drei und das Testraumschiff verschwunden sind. Es wird suggeriert, dass eine höhere Macht dafür gesorgt hat, dass etwas, was die Piloten während des Fluges gesehen haben, weiter geheim bleibt. Mit Rod Taylor als Lt. Colonel Clegg Forbes, Jim Hutton als Major William Gart, Charles Aidman als Colonel Ed Harrington, Maxine Cooper als Amy. |           |                                      |                                      |                      |                                       |                               |                                      |
| 12 | 12        | Der Hausierer                        | What You Need                        | 25. Dez. 1959        | 26. Mai 1997                          | Alvin Ganzer                  | Rod Serling & Lewis Padgett          |
| Der verschlagene Fred Renard begegnet in einer Bar dem Hausierer Pedott, der diverse Kleinwaren verkaufen möchte. Dabei bemerkt Renard, dass der Hausierer eine besondere Gabe besitzt. Er kann die Zukunft sehen und daher Menschen Sachen verkaufen, die sie bald benötigen werden. So verkauft er einem alternden Baseball-Star eine Busfahrkarte in eine Stadt, in der er kurz darauf ein Angebot bekommt, das örtliche Baseball-Team zu trainieren. Renard verfolgt Pedott und zwingt den Mann zur Zusammenarbeit, um für sich Kapital aus dessen Gabe zu schlagen. Unter anderem erhält er von Pedott einen undichten Füller, der ihm den Sieger eines Pferderennens verrät und ihm dadurch zu einer großen Geldsumme verhilft. Da Renards Gier unstillbar ist, stellt er Pedott erneut und will ihn zur weiteren Zusammenarbeit zwingen. Er erhält von ihm ein Paar Schuhe, durch das er Opfer eines Verkehrsunfalls wird. Pedott erklärt dem Zuschauer, dass er die Schuhe gebraucht hat, nicht Renard, da dieser ihn sonst in der Zukunft getötet hätte. Mit Steve Cochran als Fred Renard, Ernest Truex als Pedott, Read Morgan als Lefty, Arlene Martel als Frau in der Bar. |           |                                      |                                      |                      |                                       |                               |                                      |
| 13 | 13        | Der Mann mit den tausend Gesichtern  | The Four of Us Are Dying             | 1. Jan. 1960         | 4. Dez. 1991                          | John Brahm                    | Rod Serling & George Clayton Johnson |
| Der Betrüger Arch Hammer besitzt eine besondere Gabe: er kann mittels Photographien das Aussehen anderer Menschen annehmen. Er versucht regelmäßig, die Gabe zu seinem persönlichen Vorteil einzusetzen. Zunächst nimmt er das Aussehen eines kürzlich verstorbenen Musikers an, um eine attraktive Frau zu verführen und zu bewegen, mit Ihm die Stadt zu verlassen. Anschließend erpresst er, das Aussehen eines kürzlich ermordeten Ganoven annehmend, einen Gangsterboss und erleichtert ihn um einen hohen Geldbetrag. Zudem kann er einer Verhaftung wegen Betruges entgehen, indem er den Polizisten in einer Drehtür überlistet und dabei das Aussehen eines bekannten Boxers annimmt. Was er jedoch nicht ahnt, ist, dass sich jener Boxer in der Vergangenheit Verfehlungen geleistet hat und aus Rache vom Vater des Boxers erschossen wird. Mit Harry Townes als Arch Hammer, Phillip Pine als Virge Sterig, Ross Martin als Johnny Foster, Don Gordon als Andy Marshak, Peter Brocco als Mr. Marshak, Beverly Garland als Maggie. |           |                                      |                                      |                      |                                       |                               |                                      |
| 14 | 14        | Und der Name sei Erde                | Third from the Sun                   | 8. Jan. 1960         | 11. Dez. 1991                         | Richard L. Bare               | Rod Serling & Richard Matheson       |
| Will Sturka ist ein Wissenschaftler, der auf einer Militärbasis der Regierung arbeitet und in großer Zahl Wasserstoffbomben herstellt, die in einem unmittelbar bevorstehenden Atomkrieg zum Einsatz kommen sollen. Von großen Selbstzweifeln geplagt begreift er, dass er, da er die Kriegsmaschinerie alleine nicht stoppen kann, nur überleben kann, indem er zusammen mit seinem Kollegen Jerry Riden ein experimentelles Raumschiff stiehlt. Das Ziel von Sturka und Riden, die ihre Ehefrauen und Sturkas Tochter mitnehmen wollen, ist ein 11 Millionen Meilen entfernter Planet, auf dem Menschen wie sie leben. Der Plan gerät unglücklicherweise in Gefahr, als Sturkas Vorgesetzter Carling vom Plan der beiden Männer erfährt und diese kurz vor dem Betreten des Raumschiffes stellt. Er will beide den Behörden übergeben, wird aber überwältigt, sodass Sturka und Riden erfolgreich mit ihren Familien fliehen können. Auf die Frage, welcher fremde Planet nun angesteuert wird, erfährt der Zuschauer, dass es der dritte Planet der Sonne ist, der den Namen „Erde“ trägt. Mit Fritz Weaver als William Sturka, Edward Andrews als Carling, Joe Maross als Jerry Riden, Denise Alexander als Jody Sturka, Lori March als Eve Sturka, Jeanne Evans als Ann Riden. |           |                                      |                                      |                      |                                       |                               |                                      |
| 15 | 15        | Wie ein Pfeil im Wind                | I Shot an Arrow into the Air         | 15. Jan. 1960        | 15. März 1996                         | Stuart Rosenberg              | Rod Serling & Madelon Champion       |
| Ein bemannter Raumflug mit acht Besatzungsmitgliedern stürzt scheinbar auf einem fremden Asteroiden ab. Nur vier Mann der Besatzung überleben dabei den Absturz: Kommandant Donlin, dazu der besonnene Pierson, der streitbare Corey und ein weiterer Mann, der kurz darauf seinen Verletzung erliegt. Aufgrund der großen Hitze und der begrenzten Vorräte wird die Rationierung des Wassers schnell zu einem Streitpunkt zwischen Donlin und Pierson auf der einen und Corey auf der anderen Seite. Nachdem Donlin Pierson und Corey ausgeschickt hat, um nach Wasser zu suchen, kehrt nach sechs Stunden nur Corey zurück, mit mehr Wasser als zum Zeitpunkt des Aufbruches. Corey, der von Donlin beschuldigt wird, Pierson des Wassers wegen getötet zu haben, führt ihn zum schwer verletzten Pierson, dem Corey zuvor das Wasser entwendet hatte. Beide finden Pierson, der kurz vor seinem Ableben noch ein primitives Zeichen in den Sand zeichnet und auf einen Berg deutet. Anschließend tötet Corey auch seinen Kommandanten, davon ausgehend, alleine länger überleben zu können, und macht sich auf, den angedeuteten Berg zu überqueren. Oben angekommen erblickt er Telegraphenmasten und erkennt verzweifelt, dass die Mannschaft die Erde nie verlassen hat und er seine Kollegen grundlos ermordete. Mit Dewey Martin als Corey, Edward Binns als Col. Bob Donlin, Ted Otis als Pierson, Harry Bartell als Langford. |           |                                      |                                      |                      |                                       |                               |                                      |
| 16 | 16        | Der Anhalter                         | The Hitch-Hiker                      | 22. Jan. 1960        | 18. Dez. 1991                         | Alvin Ganzer                  | Rod Serling & Lucille Fletcher       |
| Nan Adams ist auf einer mehrtägigen Autofahrt. Immer wieder sieht sie einen Anhalter, der ihr Angst macht. Egal wie weit sie fährt, sie sieht den unheimlichen Mann immer wieder. Als sie einen Matrosen trifft, nimmt sie diesen mit, damit sie sich nicht mehr vor dem Anhalter fürchten muss. Doch nach einem Streit steigt er aus. Als Nan ihre Mutter anrufen will, erfährt sie, dass diese einen Nervenzusammenbruch hatte, da ihre Tochter Nan tödlich verunglückt sei. Der Anhalter erklärt ihr daraufhin, dass sie denselben Weg haben. Mit Inger Stevens als Nan Adams, Leonard Strong als der Anhalter, Adam Williams als Matrose, Lew Gallo als Mechaniker. |           |                                      |                                      |                      |                                       |                               |                                      |
| 17 | 17        | Der letzte Dollar                    | The Fever                            | 29. Jan. 1960        | 25. Dez. 1991                         | Robert Florey                 | Rod Serling                          |
| Franklin Gibbs ist mit seiner Frau Flora in Las Vegas im Urlaub. Flora ist begeistert von den Spielautomaten. Gegen den Rat ihres Mannes, der als tugendhafter Mensch gegen Glücksspiel ist, versucht sie ihr Glück. Nachdem Flora verloren hat, kostet es Franklin etwas Überwindung, für einen glücklosen Spieler einen Dollar in einen Automaten zu stecken und am Hebel zu ziehen. Nachdem er gewonnen hat und der Mann, der ihm den Dollar gegeben hat, schon weg ist, will er den Gewinn behalten und aufhören zu spielen. Im Hotelzimmer glaubt er vom Automaten gerufen zu werden. Unter dem Vorwand, den Gewinn, der eigentlich dem verschwundenen Spieler zusteht, wieder in den Automaten stecken zu wollen, geht Franklin in der Nacht zurück. Er verspielt aber nicht nur den Gewinn, sondern alles Geld, das er dabei hat. Um es wiederzubekommen, löst er mehrfach Schecks ein, ohne jedoch zu gewinnen. Im Hotelzimmer hört er wieder den Automaten nach ihm rufen, er fürchtet sich und fällt schließlich vor Panik aus dem Fenster und stirbt. Mit Everett Sloane als Franklin Gibbs, Vivi Janiss als Flora Gibbs, William Kendis als Hansen. |           |                                      |                                      |                      |                                       |                               |                                      |
| 18 | 18        | Flug ohne Wiederkehr                 | The Last Flight                      | 5. Feb. 1960         | 24. März 1971                         | William Claxton               | Richard Matheson                     |
| Der britische Kampfpilot Terry Decker vom Royal Flying Corps landet im Jahr 1959 mit seinem Doppeldecker auf einem amerikanischen Luftwaffenstützpunkt in Frankreich. In Gewahrsam genommen versucht er den anwesenden zu erklären, dass er aus dem Jahr 1917 stamme und Soldat des 1. Weltkrieges sei. Der anwesende Kommandant klärt ihn hingegeben auf, dass er anscheinend 42 Jahre in die Zukunft gereist ist. Decker gibt den anwesenden Offizieren gegenüber an, dass er aus Furcht vor einem Angriff sieben deutscher Flugzeuge in eine mysteriöse Wolke geflogen sei, die für den Zeitsprung verantwortlich zu sein scheint. Seinen Kameraden Mackaye hat er zurückgelassen. Die Amerikaner versuchen Ihn zu überzeugen, dass Mackaye lebt und im folgenden Krieg große Heldentaten begangen hat. Decker, der erkennt, dass er womöglich einen großen Fehler begangen hat, entkommt dem Gewahrsam und fliegt mit dem Flugzeug zurück in die Wolke, um Mackaye im Kampf beizustehen. Der später eintreffende General Mackaye bestätigt, dass damals Decker nach der Flucht aus dem Nichts auftauchte und heldenhaft drei Flugzeuge abschießen konnte, ehe er selbst getroffen wurde. Mit Kenneth Haigh als Lt. William Terrance Decker, Alexander Scourby als Maj. Gen. George Harper, Simon Scott als Major Wilson, Robert Warwick als Alexander 'Leadbottom' Mackaye. |           |                                      |                                      |                      |                                       |                               |                                      |
| 19 | 19        | Die Farbe des Todes                  | The Purple Testament                 | 12. Feb. 1960        | 8. Jan. 1992                          | Richard L. Bare               | Rod Serling                          |
| 1945 auf den Philippinen: Leutnant William Fitzgerald, genannt Fitz, dient im Zweiten Weltkrieg in der US-Army. Plötzlich entwickelt er eine unangenehme Gabe: über ein seltsames Leuchten im Gesicht seiner Kameraden kann er Ihren Tod vorhersehen. Er meldet sein Unbehagen an seinen Vorgesetzten, Captain Riker, der aber glaubt ihm nicht und vermutet, dass Fitz unter großer Erschöpfung leidet. Auch Fitz’ Warnung in Richtung Riker, dass dieser der nächste wird, wird von diesem ignoriert; in der folgenden Schlacht wird Riker von einem japanischen Scharfschützen erschossen. Fitz soll daraufhin von einem Fahrer in ein Krankenhaus zur Untersuchung gebracht werden und sieht, in einen Spiegel blickend, dasselbe Leuchten in seinem Gesicht und erkennt sein Schicksal. Mit William Reynolds als Lt. William Fitzgerald, Dick York als Capt. Phil Riker, William Phipps als Sergeant, Barney Phillips als Capt. E.L. Gunther. |           |                                      |                                      |                      |                                       |                               |                                      |
| 20 | 20        | Friedhof der Träume                  | Elegy                                | 19. Feb. 1960        | 12. Apr. 1996                         | Douglas Heyes                 | Charles Beaumont                     |
| 2186: Da ihr Treibstoff erschöpft ist, müssen die Astronauten Meyers, Webber und Kirby auf einem entfernten Asteroiden landen. Auf diesem finden sie die erdähnliche Umgebung einer verlassenen amerikanischen Kleinstadt wieder, deren Einwohner Statuen gleich leblos in der Gegend stehen. Bei weiteren Erkundungen treffen die Astronauten auf den Hausmeister Wickwire, der den „Happy Glades“ genannten Ort pflegt und verwaltet. Er erklärt, dass der Ort ein Friedhof sei, der im Jahr 1973 für reiche Leute gegründet wurde, die nach ihrem Ableben in ihrer Wunschstellung verbleiben können – so z. B. als neu gewählter Bürgermeister oder Sieger eines Schönheitswettbewerbes. Nach den Ausführungen bietet Wickwire den Astronauten Getränke an und fragt nach ihren Wünschen. Alle drei geben dabei an, mit ihrem Schiff wieder nach Hause zurückkehren zu wollen. Zu spät erkennen die Männer, dass der Fremde sie vergiftet hat. Zum Schluss präpariert der Hausmeister die einbalsamierten Astronauten so in ihrem Raumschiff, als ob sie auf dem Heimweg wären – wie es zuvor von allen formuliert worden war. Mit Cecil Kellaway als Jeremy Wickwire, Jeff Morrow als Kurt Meyers, Don Dubbins als Peter Kirby, Kevin Hagen als James Webber. |           |                                      |                                      |                      |                                       |                               |                                      |
| 21 | 21        | Spiegelbilder                        | Mirror Image                         | 26. Feb. 1960        | 31. März 1971                         | John Brahm                    | Rod Serling                          |
| Millicent Barnes wartet am Busbahnhof auf ihren Bus. Als sie mit Mitarbeitern vom Bahnhof und anderen Gästen redet, erkennen diese sie wieder, obwohl sie vorher noch nie mit ihnen geredet hat. Von der Toilette aus sieht sie sich selbst in der Bahnhofshalle sitzen. Paul Grinstead, ein anderer Fahrgast, dem sie sich anvertraut, vermutet eine einfache Erklärung: Eine andere Frau sehe ihr ähnlich. Doch Millicent erinnert sich an eine Geschichte, sie glaubt, jeder Mensch habe einen Doppelgänger in einer Parallelwelt und ihrer wolle ihren Platz einnehmen. Als der Bus eintrifft, sieht sie sich selbst darin sitzen und bricht zusammen. Paul lässt sie in eine Psychiatrie einweisen. Da er selbst den Bus verpasst hat, muss er auf den nächsten warten. Plötzlich sieht er seinen Doppelgänger. Mit Vera Miles als Millicent Barnes, Martin Milner als Paul Grinstead, Naomi Stevens als Frau im Waschraum. |           |                                      |                                      |                      |                                       |                               |                                      |
| 22 | 22        | Die Monster der Maple Street         | The Monsters Are Due on Maple Street | 4. März 1960         | 15. Jan. 1992                         | Ronald Winston                | Rod Serling                          |
| Als in der Maple Street etwas am Himmel erscheint und der Strom ausfällt, glauben einige Anwohner an einen Kometen, doch dieser würde nicht die Geräusche erklären. Der junge Thommy hat viele Science-Fiction-Geschichten gelesen und glaubt fest an eine Invasion von Außerirdischen. Als er erzählt, dass es dort meist auch als Menschen getarnte Außerirdische gibt, tun dies die Erwachsenen als Unsinn ab. Doch nach und nach fragen sie sich, ob es nicht doch eine Art 5. Kolonne gibt und wer aus der Nachbarschaft verdächtig sein könnte. Als Charly jemanden sieht, den er nicht kennt, erschießt er diesen, doch Pete war ein Nachbar, den dieser nur nicht kannte. In einigen Häusern gehen die Lichter wieder an und die Bewohner fragen sich, ob diese Bewohner verdächtig sind, ebenso gerät der junge Thommy in Verdacht, da er so viel über Invasionen weiß. Am Ende wird aufgeklärt, dass die Außerirdischen nur getestet haben, was passiert, wenn man in einer beliebigen Stadt den Strom ausfallen lässt. Da die Bewohner gegenseitig aufeinander losgehen, überlassen sie die Erde sich selbst, da die Menschen sich selbst vernichten werden und eine Invasion nicht nötig ist. Mit Claude Akins als Steve Brand, Barry Atwater als Les Goodman, Jack Weston als Charlie Farnsworth, Jan Handzlik als Tommy. |           |                                      |                                      |                      |                                       |                               |                                      |
| 23 | 23        | Das Doppelleben                      | A World of Difference                | 11. März 1960        | 18. Nov. 1971                         | Ted Post                      | Richard Matheson                     |
| Der Geschäftsmann Arthur Curtis kommt morgens ins Büro, bespricht sich mit seiner Sekretärin und will dann von seinem Schreibtisch aus zuhause anrufen. Als das Telefon nicht geht und er wütend auflegt, ertönt ein lautes „Schnitt!“ Zu seinem Erstaunen sieht er sich von einer Filmcrew umgeben. Sein Büro ist nur eine Kulisse. Curtis ist verwirrt, vor allem, da man ihn als Gerald Raigan anspricht und ihm versichert, er sei ein Schauspieler. Er glaubt an einen schlechten Scherz und versucht verzweifelt, seine Familie und sein Zuhause als Curtis aufzusuchen. Doch die Anzeichen verdichten sich immer mehr, dass er sich so stark mit seiner Rolle identifiziert hat, dass er sein wahres Leben verdrängt. Schließlich flieht er in die Studiokulisse „seines“ Büros und schafft es, endgültig in die Phantasiewelt des Arthur Curtis zu entfliehen. Mit Howard Duff als Arthur Curtis, David White als Brinkley, Frank Maxwell als Marty Fisher, Eileen Ryan als Nora Raigan, Gail Kobe als Sally. |           |                                      |                                      |                      |                                       |                               |                                      |
| 24 | 24        | Lang lebe Walter Jameson             | Long Live Walter Jameson             | 18. März 1960        | 19. Apr. 1996                         | Anton Leader                  | Charles Beaumont                     |
| Der Hochschulprofessor Walter Jameson hat sich mit der jungen Doktorandin Susanna Kittridge verlobt. Deren Vater Sam Kittridge, ein Kollege von Jameson, ist seinem zukünftigen Schwiegersohn gegenüber misstrauisch, da dieser in den vergangenen 12 Jahren um keinen Tag gealtert zu sein scheint. Überdies besitzt Jameson ein ungewöhnlich detailliertes Geschichtswissen. Als Kittridge ein Foto aus dem Bürgerkrieg entdeckt, auf dem Jameson eindeutig zu erkennen ist, enthüllt dieser, dass er seit 2.000 Jahren nicht altert. Er ist jedoch nicht unverwundbar und hat einen Revolver in seiner Schreibtischschublade, um sich das Leben zu nehmen. Bisher fehlte ihm trotz seiner Sehnsucht nach dem Tod der Mut dazu. Kittridge ist nun strikt dagegen, dass Jameson und Susanna heiraten, da nur Susanna älter wird und Jameson sie eines Tages im Stich lassen wird, um sein Geheimnis zu wahren. Jameson überredet seine ahnungslose Verlobte daraufhin, mit ihm durchzubrennen. Laurette Bowen, eine frühere Ehefrau von Jameson, die er verlassen hat, nachdem sie alt geworden ist, will verhindern, dass er das Leben einer weiteren Frau zerstört. Sie nimmt seinen Revolver und erschießt ihn. Der sterbende Jameson altert rapide, bis nur noch Staub von ihm übrig ist. Mit Kevin McCarthy als Prof. Walter Jameson, Edgar Stehli als Professor Sam Kittridge, Estelle Winwood als Laurette Bowen, Dodie Heath als Susanna Kittridge. |           |                                      |                                      |                      |                                       |                               |                                      |
| 25 | 25        | Samuel Conrad und die Reise zum Mars | People Are Alike All Over            | 25. März 1960        | 22. Jan. 1992                         | Mitchell Leisen               | Rod Serling & Paul W. Fairman        |
| Die beiden Astronauten Warren Marcusson und Samuel Conrad fliegen mit ihrem Raumschiff zum Mars. Während Marcusson als Optimist davon überzeugt ist, dass Menschen überall gleich sind, auch auf dem Mars, fürchtet sich Conrad vor dem, was sie erwartet. Bei der Landung auf dem Roten Planeten wird Marcusson schwer verletzt. Im Sterben liegend wünscht er sich, wenigstens einmal zu sehen, wofür er sein Leben geopfert hat, doch Conrad weigert sich aus Angst vor dem Unbekannten, die Tür des Schiffes zu öffnen. Nach Marcussons Tod hört Conrad Geräusche und steht wenig später den Marsbewohnern gegenüber, die tatsächlich menschlich aussehen, telepathische Kräfte besitzen und ihn sehr freundlich empfangen. Conrad ist erleichtert. Er wird in einen Wohnraum gebracht, der eingerichtet ist wie ein Zimmer auf der Erde. Anfangs noch entspannt, erkennt Conrad nach einer Weile besorgt, dass der Raum keine Fenster hat und er ihn nicht verlassen kann. Eine der Wände fährt nach oben und Conrad erkennt, dass er die neue Attraktion eines Zoos ist. Er wird den Besuchern als „Erdkreatur in natürlicher Umgebung“ präsentiert. Nun stimmt Conrad seinem verstorbenen Kameraden Marcusson zu: Die Menschen sind überall gleich. Mit Roddy McDowall als Sam Conrad, Susan Oliver als Teenya, Paul Comi als Marcusson. |           |                                      |                                      |                      |                                       |                               |                                      |
| 26 | 26        | Die Zeitmaschine                     | Execution                            | 1. Apr. 1960         | 26. Apr. 1996                         | David Orrick McDearmon        | Rod Serling & George Clayton Johnson |
| Im Jahr 1880 wird Joe Caswell ein Strick um den Hals gelegt. Für seine vielen Verbrechen soll der Outlaw vor Zeugen gehängt werden. Plötzlich findet sich Caswell an einem anderen Ort und zu einer anderen Zeit wieder. Er wurde durch eine Zeitmaschine ins Jahr 1960 geholt. Der Erbauer der Zeitmaschine, Professor Manion, wird misstrauisch, als er die Abdrücke an Caswell Hals entdeckt, und forscht nach. Er findet heraus, dass sein Gast ein verurteilter Mörder ist, und will ihn ins Jahr 1880 zurückschicken. Daraufhin tötet Caswell den Wissenschaftler und flieht aus dem Labor. Die vielen Geräusche und Lichter überfordern den Mann aus der Vergangenheit jedoch. Verzweifelt kehrt er ins Labor zurück. Dort dringt wenig später der Dieb Paul Johnson ein. Caswell greift Johnson an und wird von diesem mit einer Gardinenschnur erdrosselt. Auf der Suche nach Mansions Tresor aktiviert Johnson versehentlich die Zeitmaschine und nimmt Caswells Platz im Jahr 1880 ein. Geschockt erkennen die Zeugen der Hinrichtung, dass sie einen Fremden in seltsamer Kleidung gehängt haben. Mit Albert Salmi als Joe Caswell, Russell Johnson als Professor Manion, Than Wyenn als Paul Johnson. |           |                                      |                                      |                      |                                       |                               |                                      |
| 27 | 27        | Der Traum vom Comeback               | The Big Tall Wish                    | 8. Apr. 1960         | 26. Apr. 1996                         | Ronald Winston                | Rod Serling                          |
| Mit Ivan Dixon als Bolie Jackson, Steven Perry als Henry Temple, Kim Hamilton als Frances Temple, Walter Burke als Joe Mizell. |           |                                      |                                      |                      |                                       |                               |                                      |
| 28 | 28        | Mr. Valentines Neuanfang             | A Nice Place to Visit                | 15. Apr. 1960        | 4. Mai 1996                           | John Brahm                    | Charles Beaumont                     |
| Mit Larry Blyden als Henry Francis 'Rocky' Valentine, Sebastian Cabot als Mr. Pip. |           |                                      |                                      |                      |                                       |                               |                                      |
| 29 | 29        | Das Kind auf der Treppe              | Nightmare as a Child                 | 29. Apr. 1960        | 17. März 1971                         | Alvin Ganzer                  | Rod Serling                          |
| Mit Janice Rule als Helen Foley, Shepperd Strudwick als Peter Selden, Terry Burnham als Markie, Morgan Brittany als das Mädchen. |           |                                      |                                      |                      |                                       |                               |                                      |
| 30 | 30        | Nicht nach Fahrplan                  | A Stop at Willoughby                 | 6. Mai 1960          | 25. Sep. 1971                         | Robert Parrish                | Rod Serling                          |
| Gart Williams ist ein New Yorker Werbefachmann, der an seiner Karriere verzweifelt. Sein anmaßender Chef, Oliver Misrell, durch den Verlust eines Großkunden verärgert, hält ihm Vorträge über dieses „Push-Push-Push“-Geschäft. Nicht in der Lage, zu Hause richtig zu schlafen, hält er kurze Nickerchen im Zug während seines abendlichen Wegs nach Hause. Als der Zug eines Tages scheinbar außerplanmäßig anhält, wacht er auf und findet sein Abteil verlassen vor. Draußen scheint die Sonne, und er entdeckt, dass der Zug in einer Stadt namens Willoughby im Jahre 1888 hält. Passanten klären ihn auf, dass dies ein „friedlicher, ruhiger Ort ist, wo ein Mensch bei einem Spaziergang zu Ruhe kommen und sein Leben genießen kann“. Williams wacht in der realen Welt auf und fragt den Schaffner, ob er jemals von Willoughby gehört hat, aber dieser verneint. In der Nacht hat er einen weiteren Streit mit seiner zänkischen Frau Jane. Egoistisch, kalt und gefühllos gibt sie ihm zu verstehen, dass er nur eine Geldmaschine für sie ist. Er erzählt ihr von seinem Traum, doch sie zu verspottet ihn und erklärt, es sei ein elender und tragischer Fehler, einen Mann geheiratet zu haben, dessen großer Traum im Leben ist, Huckleberry Finn zu sein. In der nächsten Woche döst Williams wieder ein, und erneut befindet er sich in Willoughby. Als er gerade aussteigen will, fährt der Zug wieder an, und er wacht wieder auf. Williams beschließt, beim nächsten Mal auszusteigen. Nach einem Nervenzusammenbruch im Büro ruft er seine Frau an, doch diese verlässt ihn in seiner Zeit der Not. Auf dem Weg nach Hause schläft er wieder ein, und tatsächlich hält der Zug wiederum in Willoughby. Dieses Mal ergreift er die Gelegenheit und steigt aus. Die Bewohner begrüßen ihn herzlich, während er ihnen sagt, dass er froh sei, hier zu sein. Plötzlich ändert sich die Szenerie, das schwingende Pendel der Bahnhofsuhr geht über in die schwingende Laterne des Schaffners, der über Williams’ leblosem Körper steht. Der Schaffner erklärt einer anderen Person, dass Williams etwas über „Willoughby“ rief und aus dem fahrenden Zug in den Tod sprang. Williams’ Körper wird in einen Leichenwagen geladen. Die Hintertür schließt, und man erkennt den Namen des Beerdigungsinstituts: Willoughby & Son Funeral Home. Mit James Daly als Gart Williams, Patricia Donahue als Janie Williams, Howard Smith als Oliver Misrell, Jason Wingreen als Zugschaffner (Jahr 1960). |           |                                      |                                      |                      |                                       |                               |                                      |
| 31 | 31        | Für einen Dollar Liebe               | The Chaser                           | 13. Mai 1960         | 27. Juni 1968                         | Douglas Heyes                 | Robert Presnell, Jr. & John Collier  |
| Mit John McIntire als Professor A. Daemon, Patricia Barry als Leila, George Grizzard als Roger Shackleforth, J. Pat O’Malley als Homburg. |           |                                      |                                      |                      |                                       |                               |                                      |
| 32 | 32        | Der Mann mit der Trompete            | A Passage for Trumpet                | 20. Mai 1960         | 10. Mai 1996                          | Don Medford                   | Rod Serling                          |
| Mit Jack Klugman als Joey Crown, John Anderson als Gabriel, Frank Wolff als Baron, Mary Webster als Nan, James Flavin als LKW-Fahrer, Ned Glass als Pfandleiher. |           |                                      |                                      |                      |                                       |                               |                                      |
| 33 | 33        | Mr. James B.W. Bevis                 | Mr. Bevis                            | 3. Juni 1960         | 10. Mai 1996                          | William Asher                 | Rod Serling                          |
| Mit Orson Bean als James B.W. Bevis, Henry Jones als J. Hardy Hempstead, Charles Lane als Mr. Peckinpaugh, William Schallert als Polizist beim Unfall. |           |                                      |                                      |                      |                                       |                               |                                      |
| 34 | 34        | Goldfingerhut                        | The After Hours                      | 10. Juni 1960        | 8. Aug. 1968                          | Douglas Heyes                 | Rod Serling                          |
| Mit Anne Francis als Marsha White, Elizabeth Allen als Verkäuferin, James Millhollin als Mr. Armbruster, Patrick Whyte als Mr. Sloan. |           |                                      |                                      |                      |                                       |                               |                                      |
| 35 | 35        | Baseball mit Herz                    | The Mighty Casey                     | 17. Juni 1960        | 17. Mai 1996                          | Alvin Ganzer & Robert Parrish | Rod Serling                          |
| Mit Jack Warden als Mouth McGarry, Abraham Sofaer als Dr. Stillman, Robert Sorrells als Casey, Alan Dexter als Beasley. |           |                                      |                                      |                      |                                       |                               |                                      |
| 36 | 36        | Requiem für eine Serie               | A World of His Own                   | 1. Juli 1960         | 5. Sep. 1968                          | Ralph Nelson                  | Richard Matheson                     |
| Mit Keenan Wynn als Gregory West, Phyllis Kirk als Victoria West, Mary LaRoche als Mary. Gregory West kann mit Hilfe seines Tonbandes und seiner Fantasie seine eigene Welt erschaffen. |           |                                      |                                      |                      |                                       |                               |                                      |

### Staffel 2
| Nr. (ges.) | Nr. (St.) | Deutscher Titel                    | Originaltitel                          | Erstausstrahlung USA | Deutschsprachige Erstausstrahlung (D) | Regie                  | Drehbuch                           |
| --- | --------- | ---------------------------------- | -------------------------------------- | -------------------- | ------------------------------------- | ---------------------- | ---------------------------------- |
| 37 | 1         | Der letzte Flug der „King Nine“    | King Nine Will Not Return              | 30. Sep. 1960        | 5. Feb. 1992                          | Buzz Kulik             | Rod Serling                        |
| Captain Embry stürzt 1943 in der Wüste ab |           |                                    |                                        |                      |                                       |                        |                                    |
| 38 | 2         | Vier Wünsche                       | The Man in the Bottle                  | 7. Okt. 1960         | 12. Feb. 1992                         | Don Medford            | Rod Serling                        |
| 39 | 3         | Das andere Ich                     | Nervous Man in a Four Dollar Room      | 14. Okt. 1960        | 19. Feb. 1992                         | Douglas Heyes          | Rod Serling                        |
| 40 | 4         | Mr. Finchley und die Technik       | A Thing About Machines                 | 28. Okt. 1960        | 26. Feb. 1992                         | David Orrick McDearmon | Rod Serling                        |
| 41 | 5         | Der Mann in der Zelle              | The Howling Man                        | 4. Nov. 1960         | 31. Mai 1996                          | Douglas Heyes          | Charles Beaumont                   |
| 42 | 6         | Fluch der Schönheit                | The Eye of the Beholder                | 11. Nov. 1960        | 7. Juni 1996                          | Douglas Heyes          | Rod Serling                        |
| 43 | 7         | Ein Penny für die Zukunft          | Nick of Time                           | 18. Nov. 1960        | 29. Jan. 1992                         | Richard L. Bare        | Richard Matheson                   |
| 44 | 8         | Die Stunde der Wahrheit            | The Lateness of the Hour               | 2. Dez. 1960         | 14. Juni 1996                         | Jack Smight            | Rod Serling                        |
| 45 | 9         | Immer Ärger mit Templeton          | The Trouble with Templeton             | 9. Dez. 1960         | 4. März 1992                          | Buzz Kulik             | E. Jack Neuman                     |
| 46 | 10        | Ein Foto für die Zukunft           | A Most Unusual Camera                  | 16. Dez. 1960        | 18. Juli 1968                         | John Rich              | Rod Serling                        |
| 47 | 11        | Einmal im Jahr *                   | The Night of the Meek                  | 23. Dez. 1960        | -                                     | Jack Smight            | Rod Serling                        |
| 48 | 12        | Eine Handvoll Staub                | Dust                                   | 6. Jan. 1961         | 10. März 1992                         | Douglas Heyes          | Rod Serling                        |
| In einem Dorf soll ein Kindermörder aufgehängt werden. Ein gieriger Geschäftsmann verkauft zunächst das Seil für die Hinrichtung, anschließend den Staub der Vergebung. |           |                                    |                                        |                      |                                       |                        |                                    |
| 49 | 13        | Das Attentat                       | Back There                             | 13. Jan. 1961        | 14. Okt. 1971                         | David Orrick McDearmon | Rod Serling                        |
| 50 | 14        | Der Gelegenheitskauf               | The Whole Truth                        | 20. Jan. 1961        | 7. Okt. 1971                          | James Sheldon          | Rod Serling                        |
| Ein Auto zwingt seinen Besitzer, die Wahrheit zu sagen |           |                                    |                                        |                      |                                       |                        |                                    |
| 51 | 15        | Invasion der Zwerge                | The Invaders                           | 27. Jan. 1961        | 18. März 1992                         | Douglas Heyes          | Richard Matheson                   |
| Eine alte Frau trifft in einem alten Haus seltsame Gestalten |           |                                    |                                        |                      |                                       |                        |                                    |
| 52 | 16        | Die standhafte Münze               | A Penny for Your Thoughts              | 3. Feb. 1961         | 11. Juli 1968                         | James Sheldon          | George Clayton Johnson             |
| Eine Münze befähigt einen Mann, Gedanken lesen zu können |           |                                    |                                        |                      |                                       |                        |                                    |
| 53 | 17        | Nummer 22                          | Twenty Two                             | 10. Feb. 1961        | 28. Juni 1996                         | Jack Smight            | Rod Serling & Bennett Cerf         |
| Eine Frau hat schreckliche Visionen vom Raum 22 |           |                                    |                                        |                      |                                       |                        |                                    |
| 54 | 18        | Reise durch die Zeit               | The Odyssey of Flight 33               | 24. Feb. 1961        | 10. Juli 1971                         | Jus Addiss             | Rod Serling                        |
| Eine Flug durch die Zeit |           |                                    |                                        |                      |                                       |                        |                                    |
| 55 | 19        | Mars für Mars                      | Mr. Dingle, the Strong                 | 3. März 1961         | 25. Juli 1968                         | John Brahm             | Rod Serling                        |
| Marsianer kommen Mr. Luthor Dingle zu Hilfe |           |                                    |                                        |                      |                                       |                        |                                    |
| 56 | 20        | Das alte Radio *                   | Static                                 | 10. März 1961        | -                                     | Buzz Kulik             | Charles Beaumont & OCee Rich       |
| 57 | 21        | Lektion für einen Freund           | The Prime Mover                        | 24. März 1961        | 25. März 1992                         | Richard L. Bare        | Charles Beaumont                   |
| 58 | 22        | Das Spielzeugtelefon               | Long Distance Call                     | 31. März 1961        | 5. Juli 1996                          | James Sheldon          | Charles Beaumont & William Idelson |
| 59 | 23        | Ein paar Schritte zu weit          | A Hundred Yards Over the Rim           | 7. Apr. 1961         | 11. Juli 1968                         | Buzz Kulik             | Rod Serling                        |
| 60 | 24        | Gold                               | The Rip Van Winkle Caper               | 21. Apr. 1961        | 1. Apr. 1992                          | Jus Addiss             | Rod Serling                        |
| 61 | 25        | Die Wette                          | The Silence                            | 28. Apr. 1961        | 12. Juli 1996                         | Boris Sagal            | Rod Serling                        |
| 62 | 26        | Schattenspiele                     | Shadow Play                            | 5. Mai 1961          | 8. Apr. 1992                          | John Brahm             | Charles Beaumont                   |
| 63 | 27        | Die Welt als Wille und Vorstellung | The Mind and the Matter                | 12. Mai 1961         | 2. Jan. 1969                          | Buzz Kulik             | Rod Serling                        |
| 64 | 28        | Einer zuviel                       | Will the Real Martian Please Stand Up? | 26. Mai 1961         | 15. Apr. 1992                         | Montgomery Pittman     | Rod Serling                        |
| 65 | 29        | Einer gegen den Staat              | The Obsolete Man                       | 2. Juni 1961         | 22. Apr. 1992                         | Elliot Silverstein     | Rod Serling                        |
| Wenn Bücher verboten sind, sind es auch Bibliothekare |           |                                    |                                        |                      |                                       |                        |                                    |

### Staffel 3
| Nr. (ges.) | Nr. (St.) | Deutscher Titel                         | Originaltitel                        | Erstausstrahlung USA | Deutschsprachige Erstausstrahlung (D) | Regie                           | Drehbuch                         |
| --- | --------- | --------------------------------------- | ------------------------------------ | -------------------- | ------------------------------------- | ------------------------------- | -------------------------------- |
| 66 | 1         | Tag 1 des Jahres 6                      | Two                                  | 15. Sep. 1961        | 29. Apr. 1992                         | Montgomery Pittman              | Montgomery Pittman               |
| Tag 1 des Jahres 6 nach dem Krieg: Ein Mann und eine Frau, die auf verschiedenen Seiten des Krieges gestanden hatten, begegnen einander. Werden sie ihr Misstrauen dauherhaft überwinden? |           |                                         |                                      |                      |                                       |                                 |                                  |
| 67 | 2         | Ankunft aus dem Jenseits                | The Arrival                          | 22. Sep. 1961        | 21. Okt. 1971                         | Boris Sagal                     | Rod Serling                      |
| Flug 107 landet sicher ohne Besatzung oder Passagiere an Bord. Grant Sheckly, ein Inspektor mit 22 Jahren Erfahrung und stolz auf seine makellose Erfolgsbilanz soll den Fall aufklären. Ist die Maschine nur eine Einbildung? Doch die Sache wird noch mysteriöser. |           |                                         |                                      |                      |                                       |                                 |                                  |
| 68 | 3         | Die „lieben“ Nachbarn                   | The Shelter                          | 29. Sep. 1961        | 6. Mai 1992                           | Lamont Johnson                  | Rod Serling                      |
| Eine Party wird von einem (vermeintlichen) Kriegsausbruch unterbrochen, aber nur eine Familie hat einen Schutzraum. |           |                                         |                                      |                      |                                       |                                 |                                  |
| 69 | 4         | Das Ende eines langen Weges             | The Passersby                        | 6. Okt. 1961         | 13. Mai 1992                          | Elliot Silverstein              | Rod Serling                      |
| Am Ende des Sezessionskrieges ziehen im Süden die abgekämpften Soldaten beider Seiten einen staubig-heißen Weg entlang. Einer von ihnen ist am Bein verletzt und bewegt sich mühsam an einer Krücke voran. Als er eine Veranda mit einer fiebergeschwächten Frau, die auf ihren Mann wartet, passiert, bittet er sie um einen Schluck Wasser und Übernachtung unter dem Baum. Tags darauf kommt ein Yankee vorbei, auf den die Frau hasserfüllt eine Schrotladung abfeuert. Dem Yankee kann dies nichts anhaben, da er bereits tot ist. Auch der Humpelnde und die Fiebrige erkennen, dass sie den staubigen Pfad der Toten gehen müssen. |           |                                         |                                      |                      |                                       |                                 |                                  |
| 70 | 5         | Eine Runde Billard                      | A Game of Pool                       | 13. Okt. 1961        | 20. Mai 1992                          | Buzz Kulik                      | George Clayton Johnson           |
| Der passionierter Billardspieler Jesse Cardiff bittet den verstorbenen Fats Brown um ein Duell. Dieser erscheint tatsächlich und nimmt die Herausforderung an - der Einsatz ist das Leben des Spielers. Während des Spiels kommt heraus, dass er seit 15 Jahren Billiard spielt, ja, dass er in seinem Leben nichts anderes getan hat, als Billard zu spielen. Dabei vernachlässigte er sein Sozialleben, während er andererseits ein großartiger Spieler geworden sei. |           |                                         |                                      |                      |                                       |                                 |                                  |
| 71 | 6         | Die Ängste des Ramos Clemente           | The Mirror                           | 20. Okt. 1961        | 27. Mai 1992                          | Don Medford                     | Rod Serling                      |
| Ramos Clemente, Revolutionsführer in einem mittelamerikanischen Staat, erhält einen Spiegel. In diesem Spiegel sieht er, wer seine Feinde sind. Immer mehr ehemalige Weggefährten und Freunde erscheinen im Spiegel, immer ängstlicher wird der Diktator. |           |                                         |                                      |                      |                                       |                                 |                                  |
| 72 | 7         | Pintos Grab                             | The Grave                            | 27. Okt. 1961        | 3. Juni 1992                          | Montgomery Pittman              | Montgomery Pittman               |
| 73 | 8         | Die lächelnde Stadt                     | It’s a Good Life                     | 3. Nov. 1961         | 10. Juni 1992                         | James Sheldon                   | Rod Serling & Jerome Bixby       |
| Der sechsjährige Anthony kann kraft seines Willens alles verschwinden lassen, was ihm missfällt. Die ganze Welt ist schon ausgelöscht, nur seine Stadt existiert noch, in der die Bewohner in permanenter Angst vor Anthonys Laune leben, sodass gespielte Fröhlichkeit und ständiges Loben des Jungen – auch wenn er Menschen wegwünscht – allgegenwärtig sind. |           |                                         |                                      |                      |                                       |                                 |                                  |
| 74 | 9         | Schatten der Vergangenheit *            | Deaths-Head Revisited                | 10. Nov. 1961        | -                                     | Don Medford                     | Rod Serling                      |
| 75 | 10        | Mitternachtssonne                       | The Midnight Sun                     | 17. Nov. 1961        | 17. Juni 1992                         | Anton Leader                    | Rod Serling                      |
| 76 | 11        | Das stille Tal                          | Still Valley                         | 24. Nov. 1961        | 24. Juni 1992                         | James Sheldon                   | Rod Serling & Manly Wade Wellman |
| 77 | 12        | Der Talisman                            | The Jungle                           | 1. Dez. 1961         | 5. Juni 1971                          | William Claxton                 | Charles Beaumont                 |
| 78 | 13        | In Unterhosen durch New York            | Once Upon a Time                     | 15. Dez. 1961        | 20. Juni 1968                         | Norman Z. McLeod                | Richard Matheson                 |
| 79 | 14        | Ein Zylinder für fünf                   | Five Characters in Search of an Exit | 22. Dez. 1961        | 1. Juli 1992                          | Lamont Johnson                  | Rod Serling & Marvin Petal       |
| Ein US-amerikanischer Major erwacht und stellt er fest, dass er in einem großen Metallzylinder gefangen ist, wo er einen Landstreicher, eine Balletttänzerin, einen Dudelsackspieler und einen Clown trifft. Gibt es eine Möglichkeit zu fliehen? Die Folge erinnert an Der standhafte Zinnsoldat mit den Motiven des Soldaten, der Tänzerin und des Kobolds resp. Clowns. |           |                                         |                                      |                      |                                       |                                 |                                  |
| 80 | 15        | Die Kunst der Gnade                     | A Quality of Mercy                   | 29. Dez. 1961        | 30. Aug. 1996                         | Buzz Kulik                      | Rod Serling & Sam Rolfe          |
| Eine Geschichte von Soldaten, die am 6. August 1945 auf den Philippinen stationiert sind |           |                                         |                                      |                      |                                       |                                 |                                  |
| 81 | 16        | Licht im Dunkel                         | Nothing in the Dark                  | 5. Jan. 1962         | 30. Aug. 1996                         | Lamont Johnson                  | George Clayton Johnson           |
| Wanda Dunn weiß, dass sie bald sterben wird und der Tod sie besuchen wird. |           |                                         |                                      |                      |                                       |                                 |                                  |
| 82 | 17        | Spiel eines Exzentrikers                | One More Pallbearer                  | 12. Jan. 1962        | 6. Sep. 1996                          | Lamont Johnson                  | Rod Serling                      |
| Der Millionär Paul Radin lädt drei Personen in den von ihm gebauten Luftschutzbunker ein. Um an ihnen Rache zu nehmen, täuscht er einen Atomkrieg vor. Schließlich wird er Opfer seiner eigenen Täuschung. |           |                                         |                                      |                      |                                       |                                 |                                  |
| 83 | 18        | In den Schuhen eines Toten              | Dead Man’s Shoes                     | 19. Jan. 1962        | 6. Sep. 1996                          | Montgomery Pittman              | Charles Beaumont                 |
| Der Obdachlose Nate Bledsoe schnappt sich ein Paar Schuhe von Dane, dem Opfer eines Mafia-Mordes. Durch das Tragen der Schuhe erhält er die Persönlichkeit und die Erinnerungen des Opfers und führt sein Leben als Dane fort. |           |                                         |                                      |                      |                                       |                                 |                                  |
| 84 | 19        | Mr. Simpson und sein Hund               | The Hunt                             | 26. Jan. 1962        | 13. Sep. 1996                         | Harold D. Schuster              | Earl Hamner                      |
| Ein Mann und sein Hund sind auf dem Weg ins Jenseits |           |                                         |                                      |                      |                                       |                                 |                                  |
| 85 | 20        | Cowboy sein dagegen sehr                | Showdown with Rance McGrew           | 2. Feb. 1962         | 29. Aug. 1968                         | Christian Nyby                  | Rod Serling & Frederic L. Fox    |
| Der von sich selbst eingenommene Rance McGrew hat die Hauptrolle in einem Film, in dem er sich mit Jesse James duellieren soll. Um seine Ehre zu retten, wird er von dessen Geist aufgesucht, der ihm seine Feigheit vor Augenführt. |           |                                         |                                      |                      |                                       |                                 |                                  |
| 86 | 21        | Kinderspiele                            | Kick the Can                         | 9. Feb. 1962         | 13. Sep. 1996                         | Lamont Johnson                  | George Clayton Johnson           |
| Männer auf der Suche nach der verlorenen Jugend |           |                                         |                                      |                      |                                       |                                 |                                  |
| 87 | 22        | Kleine Nachtmusik                       | A Piano in the House                 | 16. Feb. 1962        | 20. Sep. 1996                         | David Greene                    | Earl Hamner                      |
| Ein Klavier bringt auf magische Weise die Anwesenden dazu, über sich Dinge zu sagen, die lieber geheim bleiben sollten. |           |                                         |                                      |                      |                                       |                                 |                                  |
| 88 | 23        | Die Gepflogenheiten des Jeff Myrtlebank | The Last Rites of Jeff Myrtlebank    | 23. Feb. 1962        | 27. Sep. 1996                         | Montgomery Pittman              | Montgomery Pittman               |
| Nachdem der für tot erklärte Jeff Myrtlebank aus dem Sarg stieg, ist er für seine Mitmenschen unheimlich. |           |                                         |                                      |                      |                                       |                                 |                                  |
| 89 | 24        | Das Buch der Kanamiter                  | To Serve Man                         | 2. März 1962         | 20. Sep. 1996                         | Richard L. Bare                 | Rod Serling & Damon Knight       |
| Drei Meter große Außerirdische landen auf der Erde. Sie erklären, in guter Absicht gekommen zu sein. Dann gelangt ein in deren fremder Schrift verfasstes Buch in den Besitz des Geheimdienstes. Der Titel ist schnell entschlüsselt: Dem Menschen dienen (In der deutschen Synchronisation Der Nutzen des Menschen). Längere Zeit nimmt dagegen die Entschlüsselung des Buchinhalts in Anspruch. Inzwischen vertrauen die Menschen den Aliens so weit, dass gar Urlaubsreisen zu deren Heimatplaneten organisiert werden. Schließlich erkennt der Geheimdienst die schreckliche Wahrheit und versucht, eine Reisegruppe im letzten Moment aufzuhalten; bei dem Buch handelt es sich um ein Kochbuch. Im Englischen hat „to serve man“ auch die Bedeutung „Menschen servieren“. |           |                                         |                                      |                      |                                       |                                 |                                  |
| 90 | 25        | Seine Majestät, der Brummer             | The Fugitive                         | 9. März 1962         | 4. Juli 1968                          | Richard L. Bare                 | Charles Beaumont                 |
| 91 | 26        | Im toten Winkel                         | Little Girl Lost                     | 16. März 1962        | 19. Juni 1971                         | Paul Stewart                    | Richard Matheson                 |
| 92 | 27        | Wer kennt Mr. Gurney?                   | Person or Persons Unknown            | 23. März 1962        | 27. Sep. 1996                         | John Brahm                      | Charles Beaumont                 |
| David Gurney wacht auf und stellt er fest, dass ihn niemand erkennt und sämtliche Hinweise auf seine Identität verschwunden sind. Seine Frau, Freunde, Kollegen und seine Mutter bestreiten alle, ihn zu kennen. |           |                                         |                                      |                      |                                       |                                 |                                  |
| 93 | 28        | Der Mann, der Gott sein wollte          | The Little People                    | 30. März 1962        | 4. Okt. 1996                          | William Claxton                 | Rod Serling                      |
| Zwei Astronauten müssen auf einem fremden Planeten notlanden. Einer von ihnen entdeckt, dass der Planet von winzigen Menschen in der Größe von Ameisen bewohnt wird. Er genießt das Gefühl der Überlegenheit und lässt sich von den Kleinen wie ein Gott verehren. |           |                                         |                                      |                      |                                       |                                 |                                  |
| 94 | 29        | Götterdämmerung                         | Four O’Clock                         | 6. Apr. 1962         | 11. Okt. 1996                         | Lamont Johnson                  | Rod Serling & Price Day          |
| 95 | 30        | Das Großmaul von Texas                  | Hocus-Pocus and Frisby               | 13. Apr. 1962        | 22. Aug. 1968                         | Lamont Johnson                  | Rod Serling & Frederic L. Fox    |
| 96 | 31        | Ein Sieg der Liebe *                    | The Trade-Ins                        | 20. Apr. 1962        | -                                     | Elliot Silverstein              | Rod Serling                      |
| 97 | 32        | Das Geschenk                            | The Gift                             | 27. Apr. 1962        | 4. Okt. 1996                          | Allen H. Miner                  | Rod Serling                      |
| 98 | 33        | Der Bauchredner                         | The Dummy                            | 4. Mai 1962          | 18. Okt. 1996                         | Abner Biberman                  | Rod Serling & Lee Polk           |
| 99 | 34        | Mutters Liebling                        | Young Man’s Fancy                    | 11. Mai 1962         | 10. März 1971                         | John Brahm                      | Richard Matheson                 |
| 100 | 35        | Unsere Oma, der Roboter                 | I Sing the Body Electric             | 18. Mai 1962         | 1. Nov. 1996                          | William Claxton & James Sheldon | Ray Bradbury                     |
| 101 | 36        | Achtung: Cavender kommt!                | Cavender Is Coming                   | 25. Mai 1962         | 8. Nov. 1996                          | Christian Nyby                  | Rod Serling                      |
| Ein Engel will sich seine Flügel verdienen |           |                                         |                                      |                      |                                       |                                 |                                  |
| 102 | 37        | Nachhilfe für einen Lehrer              | The Changing of the Guard            | 1. Juni 1962         | 25. Okt. 1996                         | Robert Ellis Miller             | Rod Serling                      |

### Staffel 4
| Nr. (ges.) | Nr. (St.) | Deutscher Titel                     | Originaltitel                       | Erstausstrahlung USA | Deutschsprachige Erstausstrahlung (D) | Regie              | Drehbuch                      |
| --- | --------- | ----------------------------------- | ----------------------------------- | -------------------- | ------------------------------------- | ------------------ | ----------------------------- |
| 103 | 1         | Wie ein Spiegelbild *               | In His Image                        | 3. Jan. 1963         | -                                     | Perry Lafferty     | Charles Beaumont              |
| 104 | 2         | Die Tiefe *                         | The Thirty-Fathom Grave             | 10. Jan. 1963        | -                                     | Perry Lafferty     | Rod Serling                   |
| 105 | 3         | Das Tal der Schatten *              | Valley of the Shadow                | 17. Jan. 1963        | -                                     | Perry Lafferty     | Charles Beaumont              |
| 106 | 4         | Er ist zurück *                     | He’s Alive                          | 24. Jan. 1963        | -                                     | Stuart Rosenberg   | Rod Serling                   |
| 107 | 5         | Das stumme Kind *                   | Mute                                | 31. Jan. 1963        | -                                     | Stuart Rosenberg   | Richard Matheson              |
| 108 | 6         | Raumschiff des Todes *              | Death Ship                          | 7. Feb. 1963         | -                                     | Don Medford        | Richard Matheson              |
| 109 | 7         | Jess-Belle *                        | Jess-Belle                          | 14. Feb. 1963        | -                                     | Buzz Kulik         | Earl Hamner                   |
| 110 | 8         | Das Puppenhaus *                    | Miniature                           | 21. Feb. 1963        | -                                     | Walter Grauman     | Charles Beaumont              |
| 111 | 9         | Mr. Winter und Mr. Smith *          | Printer’s Devil                     | 28. Feb. 1963        | -                                     | Ralph Senensky     | Charles Beaumont              |
| 112 | 10        | Gute alte Zeit *                    | No Time Like the Past               | 7. März 1963         | -                                     | Jus Addiss         | Rod Serling                   |
| 113 | 11        | Paralleluniversum *                 | The Parallel                        | 14. März 1963        | -                                     | Alan Crosland, Jr. | Rod Serling                   |
| 114 | 12        | Bezaubernder Dschinn *              | I Dream of Genie                    | 21. März 1963        | -                                     | Robert Gist        | John Furia, Jr.               |
| 115 | 13        | Die Wachsfiguren*                   | The New Exhibit                     | 4. Apr. 1963         | -                                     | John Brahm         | Charles Beaumont              |
| Seit vielen Jahren arbeitet Martin Senescu im Wachsfigurenkabinett von Mr. Ferguson. Als dieses wegen sinkender Besucherzahlen aufgegeben wird und einem Supermarkt weichen soll, beschließt Martin, die Figuren aus der Mörderausstellung - Jack the Ripper, Albert W. Hicks, Henri Désiré Landru sowie William Burke und William Hare - mit nach Hause zu nehmen. Zum Leidwesen seiner Frau Emma lagert Martin die Figuren im Keller und gibt Unsummen für die Klimaanlage aus, damit die Wachspuppen bei den hohen Temperaturen nicht schmelzen. Bald sind die Rücklagen des Paares komplett aufgebraucht. Martin zeigt jedoch keinen Willen, einen Käufer für die Figuren zu finden, und verbringt sehr viel Zeit damit, sie liebevoll zu pflegen. Emmas Bruder Dave empfiehlt ihr, die Klimaanlage auszuschalten, um dem Spuk ein Ende zu setzen. Als sie dieses Vorhaben aus lauter Verzweiflung in die Tat umsetzen will, beginnt sich die Figur von Jack the Ripper zu bewegen und ersticht sie. Martin findet die Leiche seiner Frau am nächsten Morgen und vergräbt sie. Auf der Suche nach seiner Schwester dringt Dave wenig später in den Keller ein. Dort wird er von der Hicks-Figur mit einer Axt erschlagen. Einige Monate später taucht Mr. Ferguson bei Martin auf und teilt ihm mit, dass das Marchand's Wax Museum in Brüssel bereit ist, die Mörderfiguren zu übernehmen. Mr. Ferguson begibt sich in den Keller, um die Figuren auszumessen, und endet tot zu Füßen von Henri Désiré Landru. Nun ist das Maß für Martin voll und er will die Wachsfiguren vernichten. Daraufhin verlassen diese ihre Sockel und bewegen sich auf Martin zu. Sie sagen ihm, dass er es war, der seine Frau, Dave und Mr. Ferguson mit den Requisiten der Puppen ermordet hat. Jahre später besichtigt eine Gruppe von Menschen die Mörderausstellung des Marchand's Wax Museums. Die Figuren von Jack the Ripper, Hicks, Landru, Burke und Hare werden ergänzt durch eine Figur von Martin, der als Serienmörder gilt. |           |                                     |                                     |                      |                                       |                    |                               |
| 116 | 14        | Ein teuflischer Neustart *          | Of Late I Think of Cliffordville    | 11. Apr. 1963        | -                                     | David Lowell Rich  | Rod Serling & Malcolm Jameson |
| 117 | 15        | Der seltsame Fall des Horace Ford * | The Incredible World of Horace Ford | 18. Apr. 1963        | -                                     | Abner Biberman     | Reginald Rose                 |
| 118 | 16        | Gestrandet *                        | On Thursday We Leave for Home       | 2. Mai 1963          | -                                     | Buzz Kulik         | Rod Serling                   |
| 119 | 17        | Die letzte Fahrt der Lady Anne *    | Passage on the Lady Anne            | 9. Mai 1963          | -                                     | Lamont Johnson     | Charles Beaumont              |
| 120 | 18        | Der Barde *                         | The Bard                            | 23. Mai 1963         | -                                     | David Butler       | Rod Serling                   |

### Staffel 5
| Nr. (ges.) | Nr. (St.) | Deutscher Titel                              | Originaltitel                          | Erstausstrahlung USA | Deutschsprachige Erstausstrahlung (D) | Regie               | Drehbuch                           |
| --- | --------- | -------------------------------------------- | -------------------------------------- | -------------------- | ------------------------------------- | ------------------- | ---------------------------------- |
| 121 | 1         | Ein Leben für ein Leben                      | In Praise of Pip                       | 27. Sep. 1963        | 15. Nov. 1996                         | Joseph M. Newman    | Rod Serling                        |
| Eine Geschichte aus der Zeit des Vietnamkrieges |           |                                              |                                        |                      |                                       |                     |                                    |
| 122 | 2         | Ein Halbschwergewicht aus Stahl              | Steel                                  | 4. Okt. 1963         | 22. Nov. 1996                         | Don Weis            | Richard Matheson                   |
| Ein Mann boxt anstelle seines Kampfroboters |           |                                              |                                        |                      |                                       |                     |                                    |
| 123 | 3         | Porträt eines ängstlichen Mannes             | Nightmare at 20,000 Feet               | 11. Okt. 1963        | 29. Nov. 1996                         | Richard Donner      | Richard Matheson                   |
| Mr. Wilson (William Shatner) befindet sich auf dem Heimflug, nachdem er gerade einen sechsmonatigen Sanatoriumsaufenthalt wegen eines Nervenzusammenbruchs hinter sich hat. Auf einer Tragfläche bemerkt er ein Monster, das sich an der Verkleidung eines der Motoren zu schaffen macht. Er versucht die anderen Passagiere zu warnen, aber niemand glaubt ihm. Außer ihm scheint niemand das Monster zu sehen. |           |                                              |                                        |                      |                                       |                     |                                    |
| 124 | 4         | Der Herr der Zeit                            | A Kind of a Stopwatch                  | 18. Okt. 1963        | 6. Dez. 1996                          | John Rich           | Rod Serling & Michael D. Rosenthal |
| 125 | 5         | Die letzte Nacht eines Jockeys               | The Last Night of a Jockey             | 25. Okt. 1963        | 13. Dez. 1996                         | Joseph M. Newman    | Rod Serling                        |
| 126 | 6         | Die Rache der Puppe 1                        | Living Doll                            | 1. Nov. 1963         | 3. März 1971                          | Richard C. Sarafian | Charles Beaumont                   |
| 127 | 7         | Der Alte in der Höhle                        | The Old Man in the Cave                | 8. Nov. 1963         | 27. Dez. 1996                         | Alan Crosland, Jr.  | Rod Serling & Henry Slesar         |
| Nach dem Fall der Atombombe warnt der Mann in der Höhle vor den radioaktiven Lebensmitteln. Gibt es ihn oder ist er eine Erfindung von Mr. Goldsmith? |           |                                              |                                        |                      |                                       |                     |                                    |
| 128 | 8         | Onkel Simons Erbe                            | Uncle Simon                            | 15. Nov. 1963        | 3. Jan. 1997                          | Don Siegel          | Rod Serling                        |
| 129 | 9         | Adam und Eva                                 | Probe 7, Over and Out                  | 29. Nov. 1963        | 17. Jan. 1997                         | Ted Post            | Rod Serling                        |
| 130 | 10        | Das Phantom der 7. Kavallerie                | The 7th Is Made Up of Phantoms         | 6. Dez. 1963         | 24. Jan. 1997                         | Alan Crosland Jr.   | Rod Serling                        |
| 131 | 11        | Der seltsame Fall des Harmon Gordon *        | A Short Drink from a Certain Fountain  | 13. Dez. 1963        | -                                     | Bernard Girard      | Rod Serling & Lou Holz             |
| 132 | 12        | Großvaters Uhr                               | Ninety Years Without Slumbering        | 20. Dez. 1963        | 31. Jan. 1997                         | Roger Kay           | Richard De Roy & Johnson Smith     |
| 133 | 13        | Die Show fällt aus                           | Ring-a-Ding Girl                       | 27. Dez. 1963        | 9. Sep. 1971                          | Alan Crosland, Jr.  | Earl Hamner, Jr.                   |
| 134 | 14        | Ein seltsamer Zeuge                          | You Drive                              | 3. Jan. 1964         | 11. Nov. 1971                         | John Brahm          | Earl Hamner, Jr.                   |
| 135 | 15        | 40 Jahre sind ein Tag                        | The Long Morrow                        | 10. Jan. 1964        | 14. Feb. 1997                         | Robert Florey       | Rod Serling                        |
| 136 | 16        | Die Selbstvervollkommnung des Salvadore Ross | The Self-Improvement of Salvadore Ross | 17. Jan. 1964        | 21. Feb. 1997                         | Don Siegel          | Jerry McNeely & Henry Slesar       |
| 137 | 17        | Nummer 12 sieht aus wie Du                   | Number 12 Looks Just Like You          | 24. Jan. 1964        | 7. Feb. 1997                          | Abner Biberman      | Charles Beaumont & John Tomerlin   |
| 138 | 18        | Die Vorhut                                   | Black Leather Jackets                  | 31. Jan. 1964        | 28. Feb. 1997                         | Joseph M. Newman    | Earl Hamner, Jr.                   |
| 139 | 19        | Ferngespräch für Miss Keene                  | Night Call                             | 7. Feb. 1964         | 10. Jan. 1997                         | Jacques Tourneur    | Richard Matheson                   |
| 140 | 20        | Das Computerluder                            | From Agnes – With Love                 | 14. Feb. 1964        | 1. Aug. 1968                          | Richard Donner      | Bernard C. Schoenfeld              |
| 141 | 21        | Begegnung mit der Zukunft                    | Spur of the Moment                     | 21. Feb. 1964        | 4. Juli 1971                          | Elliot Silverstein  | Richard Matheson                   |
| 142 | 22        | Zwischenfall auf der Eulenfluss-Brücke *     | An Occurrence at Owl Creek Bridge      | 28. Feb. 1964        | -                                     | Robert Enrico       | Robert Enrico & Ambrose Bierce     |
| 143 | 23        | Die Königin des Nils                         | Queen of the Nile                      | 6. März 1964         | 2. Apr. 1997                          | John Brahm          | Charles Beaumont                   |
| 144 | 24        | Spezialprogramm für Joe Britt                | What’s in the Box                      | 13. März 1964        | 3. Apr. 1997                          | Richard L. Bare     | Martin M. Goldsmith                |
| 145 | 25        | Demaskierung                                 | The Masks                              | 20. März 1964        | 3. Juli 1971                          | Ida Lupino          | Rod Serling                        |
| 146 | 26        | Ich bin die Nacht – meine Farbe ist schwarz  | I Am the Night – Color Me Black        | 27. März 1964        | 4. Apr. 1997                          | Abner Biberman      | Rod Serling                        |
| 147 | 27        | Die Stille vor dem Knall *                   | Sounds and Silences                    | 3. Apr. 1964         | -                                     | Richard Donner      | Rod Serling                        |
| 148 | 28        | Caesar und ich                               | Caesar and Me                          | 10. Apr. 1964        | 17. Apr. 1997                         | Robert Butler       | Adele T. Strassfield               |
| 149 | 29        | Pläne sind zum Scheitern da                  | The Jeopardy Room                      | 17. Apr. 1964        | 18. Apr. 1997                         | Richard Donner      | Rod Serling                        |
| Major Kuchenko flieht in den Westen. Er ist bereits in einem neutralem Land, als sein eigener Geheimdienst dies verhindern will. Mit Martin Landau as Major Ivan Kuchenko. |           |                                              |                                        |                      |                                       |                     |                                    |
| 150 | 30        | Die stille Stadt                             | Stopover in a Quiet Town               | 24. Apr. 1964        | 16. Sep. 1971                         | Ron Winston         | Earl Hamner, Jr.                   |
| Bob und Millie Frazier wacht in einem unbekannten Haus auf und wie bei Gullivers Reisen treffen sie auf ein Riesenkind. |           |                                              |                                        |                      |                                       |                     |                                    |
| 151 | 31        | Der Dachboden *                              | The Encounter                          | 1. Mai 1964          | -                                     | Robert Butler       | Martin M. Goldsmith                |
| 152 | 32        | Einmal Jenseits und zurück                   | Mr. Garrity and the Graves             | 8. Mai 1964          | 2. März 1967                          | Ted Post            | Rod Serling & Mike Korologos       |
| 153 | 33        | Von Menschen und Maschinen                   | The Brain Center at Whipple’s          | 15. Mai 1964         | 24. Apr. 1997                         | Richard Donner      | Rod Serling                        |
| 154 | 34        | Die Todesballade                             | Come Wander with Me                    | 22. Mai 1964         | 4. Dez. 1971                          | Richard Donner      | Anthony Wilson                     |
| 155 | 35        | Angst hat viele Gesichter                    | The Fear                               | 29. Mai 1964         | 25. Apr. 1997                         | Ted Post            | Rod Serling                        |
| 156 | 36        | Eine schönere Welt                           | The Bewitchin’ Pool                    | 19. Juni 1964        | 4. Nov. 1971                          | Joseph M. Newman    | Earl Hamner, Jr.                   |
| Nachdem die Eltern streiten und sie auch sonst keine schöne Kindheit haben, finden zwei Kinder in einem Swimming Pool das Tor zu Tante T und einer schöneren Welt. |           |                                              |                                        |                      |                                       |                     |                                    |

## Unbekannte Dimensionen (1985–1989)
Die Erstausstrahlung fand zwischen 1985 und 1987 abermals auf dem amerikanischen Sender CBS statt und umfasst insgesamt 65 Folgen aufgeteilt in 3 Staffeln. In Deutschland wurden alle Folgen der Serie mit mehreren Unterbrechungen vom 31. Juli 1987 bis zum 8. April 1992 auf dem Sender RTLplus ausgestrahlt.

Während der ersten beiden Staffeln hatte eine Folge eine Laufzeit von rund 40 bis 45 Minuten und bestand aus meist 2 bis 3 Geschichten; ab der dritten Staffel wurde die Laufzeit auf rund 22 Minuten heruntergekürzt, und es wurde lediglich eine Geschichte erzählt. In Deutschland wurde die Laufzeit ab der zweiten Staffel bereits gekürzt, weshalb Folgen, die ursprünglich zwei Geschichten beinhalteten, in zwei Folgen, und Folgen mit drei Geschichten in jeweils eine Folge mit zwei Geschichten und eine mit lediglich einer Geschichte aufgeteilt wurden.

### Staffel 1
| Nr. (ges.) | Nr. (St.) | Deutscher Titel                       | Originaltitel                        | Erstausstrahlung USA | Deutschsprachige Erstausstrahlung (D) | Regie               | Drehbuch                                    |
| --- | --------- | ------------------------------------- | ------------------------------------ | -------------------- | ------------------------------------- | ------------------- | ------------------------------------------- |
| 1 | 1         | Die bessere Hälfte                    | Shatterday                           | 27. Sep. 1985        | 31. Juli 1987                         | Wes Craven          | Harlan Ellison & Alan Brennert              |
| 1 | 1         | Ein bisschen Ruhe und Frieden         | A Little Peace and Quiet             | 27. Sep. 1985        | 31. Juli 1987                         | Wes Craven          | James Crocker                               |
| 2 | 2         | Wortspiel                             | Wordplay                             | 4. Okt. 1985         | 7. Aug. 1987                          | Wes Craven          | Rockne S. O’Bannon                          |
| 2 | 2         | Träume zu verkaufen                   | Dreams for Sale                      | 4. Okt. 1985         | 7. Aug. 1987                          | Tommy Lee Wallace   | Joe Gannon                                  |
| 2 | 2         | Chamäleon                             | Chameleon                            | 4. Okt. 1985         | 7. Aug. 1987                          | Wes Craven          | James Crocker                               |
| 3 | 3         | Der Wunderheiler 2                    | Healer                               | 11. Okt. 1985        | 14. Aug. 1987                         | Sigmund Neufeld Jr. | Michael Bryant                              |
| 3 | 3         | Der Kinderzoo 3                       | Children’s Zoo                       | 11. Okt. 1985        | 14. Aug. 1987                         | Robert Downey       | Chris Hubbell & Gerrit Graham               |
| 3 | 3         | Sperrstunde aufgehoben                | Kentucky Rye                         | 11. Okt. 1985        | 14. Aug. 1987                         | John Hancock        | Delree Todd, Chip Duncan & Richard Krzemien |
| 4 | 4         | Momentaufnahme                        | Little Boy Lost                      | 18. Okt. 1985        | 7. Dez. 1987                          | Tommy Lee Wallace   | Michael Cassutt                             |
| 4 | 4         | Drei Wünsche frei 4                   | Wish Bank                            | 18. Okt. 1985        | 7. Dez. 1987                          | Rick Friedberg      | Michael Cassutt                             |
| 4 | 4         | Bloß nicht einschlafen 5              | Nightcrawlers                        | 18. Okt. 1985        | 7. Dez. 1987                          | William Friedkin    | Robert R. McCammon & Philip DeGuere         |
| 5 | 5         | Ich heiße Sarah                       | If She Dies                          | 25. Okt. 1985        | 28. Aug. 1987                         | John Hancock        | David Bennett Carren                        |
| 5 | 5         | Göttlicher Zeitvertreib 6             | Ye Gods                              | 25. Okt. 1985        | 28. Aug. 1987                         | Peter Medak         | Anne Collins                                |
| 6 | 6         | Keine Angst vor dem Examen            | Examination Day                      | 1. Nov. 1985         | 4. Sep. 1987                          | Paul Lynch          | Henry Slesar & Philip DeGuere               |
| 6 | 6         | Eine Botschaft von Charity            | A Message From Charity               | 1. Nov. 1985         | 4. Sep. 1987                          | Paul Lynch          | William M. Lee & Alan Brennert              |
| 7 | 7         | Besessen 7                            | Teacher’s Aide                       | 8. Nov. 1985         | 28. Dez. 1987                         | B.W.L. Norton       | Steven Barnes                               |
| 7 | 7         | Hüter der verlorenen Stunde           | Paladin of the Lost Hour             | 8. Nov. 1985         | 28. Dez. 1987                         | Gilbert Cates       | Harlan Ellison                              |
| 8 | 8         | Das Amulett 8                         | Act Break                            | 15. Nov. 1985        | 21. Aug. 1987                         | Ted Flicker         | Haskell Barkin                              |
| 8 | 8         | Kurze Begegnung                       | The Burning Man                      | 15. Nov. 1985        | 21. Aug. 1987                         | J.D. Feigelson      | Ray Bradbury & J.D. Feigelson               |
| 8 | 8         | Spiel mit offenen Karten              | Dealer’s Choice                      | 15. Nov. 1985        | 21. Aug. 1987                         | Wes Craven          | Donald Todd                                 |
| 9 | 9         | Die Schuhe der Toten                  | Dead Woman’s Shoes                   | 22. Nov. 1985        | 11. Sep. 1987                         | Peter Medak         | Lynn Barker                                 |
| 9 | 9         | Nicht im Branchenverzeichnis 9        | Wong’s Lost and Found Emporium       | 22. Nov. 1985        | 11. Sep. 1987                         | Paul Lynch          | William F. Wu & Alan Brennert               |
| 10 | 10        | Der Schattenmann                      | The Shadow Man                       | 29. Nov. 1985        | 18. Sep. 1987                         | Joe Dante           | Rockne S. O’Bannon                          |
| 10 | 10        | Der liebe Onkel Teufel                | The Uncle Devil Show                 | 29. Nov. 1985        | 18. Sep. 1987                         | David Steinberg     | Donald Todd                                 |
| 10 | 10        | Die Jagd beginnt                      | Opening Day                          | 29. Nov. 1985        | 18. Sep. 1987                         | John Milius         | Gerrit Graham & Chris Hubbell               |
| 11 | 11        | Das Leuchtfeuer                       | The Beacon                           | 6. Dez. 1985         | 25. Sep. 1987                         | Gerd Oswald         | Martin Pasko & Rebecca Parr                 |
| 11 | 11        | Frühes Leid                           | One Life, Furnished in Early Poverty | 6. Dez. 1985         | 25. Sep. 1987                         | Don Carlos Dunaway  | Harlan Ellison & Alan Brennert              |
| 12 | 12        | Seelenwanderung                       | Her Pilgrim Soul                     | 13. Dez. 1985        | 1. Jan. 1988                          | Wes Craven          | Alan Brennert                               |
| 12 | 12        | Ein unlösbares Problem                | I of Newton                          | 13. Dez. 1985        | 1. Jan. 1988                          | Kenneth Gilbert     | Joe Haldeman                                |
| 13 | 13        | Ein überraschter Weihnachtsmann       | Night of the Meek                    | 20. Dez. 1985        | 18. Dez. 1987                         | Martha Coolidge     | Rockne S. O’Bannon & Rod Serling            |
| 13 | 13        | Der Traumjob                          | But Can She Type?                    | 20. Dez. 1985        | 18. Dez. 1987                         | Shelley Levinson    | Martin Pasko & Rebecca Parr                 |
| 13 | 13        | Der Stern                             | The Star                             | 20. Dez. 1985        | 18. Dez. 1987                         | Gerd Oswald         | Arthur C. Clarke & Alan Brennert            |
| 14 | 14        | Bilder voller Leben                   | Still Life                           | 3. Jan. 1986         | 9. Okt. 1987                          | Peter Medak         | Gerrit Graham & Chris Hubbell               |
| 14 | 14        | Die Kobolde                           | The Little People of Killany Woods   | 3. Jan. 1986         | 9. Okt. 1987                          | J.D. Feigelson      | J.D. Feigelson                              |
| 14 | 14        | Chinesisches Gericht                  | The Misfortune Cookie                | 3. Jan. 1986         | 9. Okt. 1987                          | Allan Arkush        | Charles E. Fritch & Rockne S. O’Bannon      |
| 15 | 15        | Monster                               | Monsters!                            | 24. Jan. 1986        | 16. Okt. 1987                         | B.W.L. Norton       | Robert Crais                                |
| 15 | 15        | Geborener Krieger                     | A Small Talent for War               | 24. Jan. 1986        | 16. Okt. 1987                         | Claudia Weill       | Alan Brennert & Carter Scholz               |
| 15 | 15        | Eine Frage von Minuten                | A Matter of Minutes                  | 24. Jan. 1986        | 16. Okt. 1987                         | Sheldon Larry       | Theodore Sturgeon & Rockne S. O’Bannon      |
| 16 | 16        | Der Aufzug                            | The Elevator                         | 31. Jan. 1986        | 23. Okt. 1987                         | R.L. Thomas         | Ray Bradbury                                |
| 16 | 16        | Wer den Unsichtbaren sieht            | To See the Invisible Man             | 31. Jan. 1986        | 23. Okt. 1987                         | Noel Black          | Robert Silverberg & Steven Barnes           |
| Als gängige Art der Bestrafung wird dem Übeltäter ein nicht abnehmbares oder verdeckbares Kainszeichen auf der Stirn angebracht, das ihn zum „Unsichtbaren“ auf Zeit erklärt. Jeder Bürger muss den Verurteilten ignorieren. Zunächst genießt der aufmüpfige Mitchel Chapman seine Strafe, da er ungestört tun und lassen kann, was er will. Allmählich belastet ihn der fehlende soziale Kontakt und er bettelt vergeblich um Beachtung. Nach Verbüßung der letztlich doch quälenden Strafe gilt er als besonders nett und zuvorkommend. Als eine „Unsichtbare“ ihn anfleht, ist er mitfühlend und kann nicht anders, als ihr zu helfen, wodurch er sich wieder eine Strafe einhandelt. |           |                                       |                                      |                      |                                       |                     |                                             |
| 16 | 16        | Zähne und ihre Folgen                 | Tooth and Consequences               | 31. Jan. 1986        | 23. Okt. 1987                         | Robert Downey       | Haskell Barkin                              |
| 17 | 17        | Willkommen in Winfield                | Welcome to Winfield                  | 7. Feb. 1986         | 30. Okt. 1987                         | Bruce Bilson        | Les Enloe                                   |
| 17 | 17        | Quarantäne                            | Quarantine                           | 7. Feb. 1986         | 30. Okt. 1987                         | Martha Coolidge     | Alan Brennert                               |
| 18 | 18        | Tee für die Oma                       | Gramma                               | 14. Feb. 1986        | 6. Nov. 1987                          | Bradford May        | Stephen King & Harlan Ellison               |
| 18 | 18        | Leiden eines Schriftstellers          | Personal Demons                      | 14. Feb. 1986        | 6. Nov. 1987                          | Peter Medak         | Rockne S. O’Bannon                          |
| 18 | 18        | Wir senden Life                       | Cold Reading                         | 14. Feb. 1986        | 6. Nov. 1987                          | Gus Trikonis        | Martin Pasko & Rebecca Parr                 |
| 19 | 19        | Ein Kobold auf Reisen                 | The Leprechaun-Artist                | 21. Feb. 1986        | 13. Nov. 1987                         | Tommy Lee Wallace   | Tommy Lee Wallace                           |
| 19 | 19        | Höllenfahrt                           | Dead Run                             | 21. Feb. 1986        | 13. Nov. 1987                         | Paul Tucker         | Greg Bear & Alan Brennert                   |
| 20 | 20        | Das Porträt auf der Münze             | Profile in Silver                    | 7. März 1986         | 20. Nov. 1987                         | John Hancock        | J. Neil Schulman                            |
| 20 | 20        | Nur ein Knopfdruck                    | Button, Button                       | 7. März 1986         | 20. Nov. 1987                         | Peter Medak         | Richard Matheson                            |
| Ein Paar erhält per Paket eine Holzbox, auf der oben ein scheinbar funktionsloser Knopf angebracht ist. Ein Fremder erklärt dem Paar, dass beim Drücken des Knopfes „jemand, den sie nicht kennen“ sterben wird und sie dafür 200.000 US-Dollar erhalten. Nach langem Überlegen drückt die Frau auf den Knopf. Am nächsten Morgen überreicht der Fremde ihnen das Geld. Auf die Frage, was nun mit der Box geschehe, antwortet er, er würde „jemandem, den sie nicht kennen“ dasselbe Angebot machen. Die Episode basiert auf einer Kurzgeschichte von Richard Matheson, hat aber eine andere Schlusspointe als diese. Deshalb verwendete Matheson für das Drehbuch sein Pseudonym Logan Swanson. Dem Film The Box – Du bist das Experiment diente die Episode als Vorlage. In der Verfilmung spielte auch Basil Hoffman mit, welcher in der Twilight-Zone-Episode den Fremden Mr. Stewart gab. |           |                                       |                                      |                      |                                       |                     |                                             |
| 21 | 21        | Was keiner wissen darf                | Need to Know                         | 21. März 1986        | 27. Nov. 1987                         | Paul Lynch          | Mary Sheldon                                |
| 21 | 21        | Roter Schnee                          | Red Snow                             | 21. März 1986        | 27. Nov. 1987                         | Jeannot Szwarc      | Michael Cassutt                             |
| 22 | 22        | Ein langes Gastspiel                  | Take My Life...Please!               | 28. März 1986        | 4. Dez. 1987                          | Gus Trikonis        | Gordon Mitchell                             |
| 22 | 22        | Das Alphabet des Teufels              | Devil’s Alphabet                     | 28. März 1986        | 4. Dez. 1987                          | Ben Bolt            | Arthur Gray                                 |
| 22 | 22        | Die Bibliothek                        | The Library                          | 28. März 1986        | 4. Dez. 1987                          | John Hancock        | Anne Collins                                |
| 23 | 23        | Nur ein Traum?                        | Shadow Play                          | 4. Apr. 1986         | 11. Dez. 1987                         | Paul Lynch          | James Crocker & Charles Beaumont            |
| 23 | 23        | Zukunftsmusik                         | Grace Note                           | 4. Apr. 1986         | 11. Dez. 1987                         | Peter Medak         | Patrice Messina                             |
| 24 | 24        | Ein Tag in Beaumont                   | A Day in Beaumont                    | 11. Apr. 1986        | 2. Okt. 1987                          | Philip DeGuere      | David Gerrold                               |
| 1955: Ein Pärchen wird Zeuge einer UFO-Landung im Ödland vor Beaumont. Dem UFO entsteigen aufrecht gehende Insekten. Niemand glaubt dem Paar, das bemerkt, dass alle Menschen, denen es begegnet, Merkmale der Invasoren aufweisen. Alles entpuppt sich als Planspiel von Außerirdischen. Der den männlichen Beobachter Spielende ist so in seiner Rolle aufgegangen, dass er ungläubig die Menschenmaske von seinem Insektenkopf herunter zieht. Beim nächsten Durchgang darf er den Sheriff spielen. |           |                                       |                                      |                      |                                       |                     |                                             |
| 24 | 24        | Der letzte Verteidiger von Camelot 10 | The Last Defender of Camelot         | 11. Apr. 1986        | 2. Okt. 1987                          | Jeannot Szwarc      | Roger Zelazny & George R. R. Martin         |

### Staffel 2
| Nr. (ges.) | Nr. (St.) | Deutscher Titel                  | Originaltitel             | Erstausstrahlung USA | Deutschsprachige Erstausstrahlung (D) | Regie             | Drehbuch                                |
| ---------- | --------- | -------------------------------- | ------------------------- | -------------------- | ------------------------------------- | ----------------- | --------------------------------------- |
| 25         | 1         | Ein falscher Gott                | The Once and Future King  | 27. Sep. 1986        | 9. Dez. 1990                          | Jim McBride       | Bryce Maritano & George R.R. Martin     |
| 25         | 1         | Botschaft aus einer fremden Welt | A Saucer of Loneliness    | 27. Sep. 1986        | 13. Jan. 1991                         | John Hancock      | David Gerrold & Theodore Sturgeon       |
| 26         | 2         | Das Erbe der Väter               | What Are Friends For?     | 4. Okt. 1986         | 27. Jan. 1991                         | Gus Trikonis      | J. Michael Straczynski                  |
| 26         | 2         | Ewige Jugend                     | Aqua Vita                 | 4. Okt. 1986         | 10. Feb. 1991                         | Paul Tucker       | Jeremy Bertrand Finch & Paul Chitlik    |
| 27         | 3         | Die unvollendete Geschichte      | The Storyteller           | 11. Okt. 1986        | 3. Feb. 1991                          | Paul Lynch        | Rockne S. O’Bannon                      |
| 27         | 3         | Ein Lied in alle Ewigkeit        | Nightsong                 | 11. Okt. 1986        | 3. März 1991                          | Bradford May      | Michael Reaves                          |
| 28         | 4         | Schrecken nach Ladenschluss      | The After Hours           | 18. Okt. 1986        | 16. Dez. 1990                         | Bruce Malmuth     | Rod Serling & Rockne S. O’Bannon        |
| 28         | 4         | Im Strom der Zeit                | Lost and Found            | 18. Okt. 1986        | 16. Dez. 1990                         | Gus Trikonis      | Phyllis Eisenstein & George R.R. Martin |
| 28         | 4         | Das Glück im Traum               | The World Next Door       | 18. Okt. 1986        | 6. Jan. 1991                          | Paul Lynch        | Lan O’Kun                               |
| 29         | 5         | Tobys schlimme Wünsche           | The Toys of Caliban       | 4. Dez. 1986         | 21. Apr. 1991                         | Thomas J. Wright  | Terry Matz & George R.R. Martin         |
| 30         | 6         | Gefängnismusik                   | The Convict’s Piano       | 11. Dez. 1986        | 17. März 1991                         | Thomas J. Wright  | Patrice Messina & James Crocker         |
| 31         | 7         | Merkwürdiger Besuch              | The Road Less Traveled    | 18. Dez. 1986        | 24. März 1991                         | Wes Craven        | George R.R. Martin                      |
| 32         | 8         | Tödliches Verlangen              | The Card                  | 27. Feb. 1987        | 10. März 1991                         | Bradford May      | Michael Cassutt                         |
| 32         | 8         | Gerettet aus der Zeit            | The Junction              | 27. Feb. 1987        | 5. Mai 1991                           | Bill Duke         | Virginia Aldridge                       |
| 33         | 9         | Gefährliche Spritztour           | Joy Ride                  | 21. Mai 1987         | 8. Apr. 1992                          | Gil Bettman       | Cal Willingham                          |
| 33         | 9         | Der Überlebende                  | Shelter Skelter           | 21. Mai 1987         | 14. Apr. 1991                         | Martha Coolidge   | Ron Cobb                                |
| 33         | 9         | Kleiner Mann im Ohr              | Private Channel           | 21. Mai 1987         | 8. Apr. 1992                          | Peter Medak       | Edward Redlich                          |
| 34         | 10        | Eine Party mit Folgen            | Time and Teresa Golowitz  | 10. Juli 1987        | 17. Feb. 1991                         | Shelley Levinson  | Alan Brennert & Parke Godwin            |
| 34         | 10        | Hilferuf der Seelen              | Voices in the Earth       | 10. Juli 1987        | 20. Jan. 1991                         | Curtis Harrington | Alan Brennert                           |
| 35         | 11        | Fernes Glück                     | Song of the Younger World | 17. Juli 1987        | 24. Feb. 1991                         | Noel Black        | Anthony & Nancy Lawrence                |
| 35         | 11        | Das Mädchen meiner Träume        | The Girl I Married        | 17. Juli 1987        | 7. Apr. 1991                          | Philip DeGuere    | J. M. DeMatteis                         |

### Staffel 3
| Nr. (ges.) | Nr. (St.) | Deutscher Titel                           | Originaltitel                         | Erstausstrahlung USA | Deutschsprachige Erstausstrahlung (D) | Regie              | Drehbuch                                |
| ---------- | --------- | ----------------------------------------- | ------------------------------------- | -------------------- | ------------------------------------- | ------------------ | --------------------------------------- |
| 36         | 1         | Der seltsame Mr. Witherspoon              | The Curious Case of Edgar Witherspoon | 24. Sep. 1988        | 10. Jan. 1992                         | René Bonnière      | Haskell Barkin & J. Michael Straczynski |
| 37         | 2         | Der Lehrling des Jahres                   | Extra Innings                         | 1. Okt. 1988         | 7. Jan. 1992                          | Douglas Jackson    | Tom Palmer                              |
| 38         | 3         | Rückkehr in die Ewigkeit                  | The Crossing                          | 8. Okt. 1988         | 9. Jan. 1992                          | Paul Lynch         | Ralph Phillips                          |
| 39         | 4         | Gestörte Totenruhe                        | The Hunters                           | 15. Okt. 1988        | 20. Jan. 1992                         | Paul Lynch         | Paul Chitlik & Jeremy Bertrand Finch    |
| 40         | 5         | Unverhofftes Glück                        | Dream Me a Life                       | 22. Okt. 1988        | 13. Jan. 1992                         | Allan King         | J. Michael Straczynski                  |
| 41         | 6         | Die geheilte Therapeutin                  | Memories                              | 29. Okt. 1988        | 29. Jan. 1992                         | Ryszard Bugajski   | Bob Underwood                           |
| 42         | 7         | Geheilt für alle Zeiten                   | The Hellgramite Method                | 5. Nov. 1988         | 28. Jan. 1992                         | Gilbert M. Shilton | William Selby                           |
| 43         | 8         | Tante Selena will nicht sterben           | Our Selena is Dying                   | 12. Nov. 1988        | 4. Feb. 1992                          | Bruce Pittman      | J. Michael Straczynski & Rod Serling    |
| 44         | 9         | Die Frau in Bronze                        | The Call                              | 19. Nov. 1988        | 30. Jan. 1992                         | Gilbert M. Shilton | J. Michael Straczynski                  |
| 45         | 10        | Das fragwürdige Leben des Leonard Randall | The Trance                            | 26. Nov. 1988        | 6. Feb. 1992                          | Randy Bradshaw     | Jeff Stuart & J. Michael Straczynski    |
| 46         | 11        | Alltäglicher Terror                       | Acts of Terror                        | 3. Dez. 1988         | 7. Feb. 1992                          | Brad Turner        | J. Michael Straczynski                  |
| 47         | 12        | Die Wunderbrille                          | 20/20 Vision                          | 10. Dez. 1988        | 31. Jan. 1992                         | Jim Purdy          | Robert Walden                           |
| 48         | 13        | Bitte aus dem Jenseits                    | There Was an Old Woman                | 17. Dez. 1988        | 6. März 1992                          | Otta Hanus         | Tom J. Astle                            |
| 49         | 14        | Der wahre Schatz                          | The Trunk                             | 24. Dez. 1988        | 8. Jan. 1992                          | Steve DiMarco      | Paul Chitlik & Jeremy Bertrand Finch    |
| 50         | 15        | Herzen kann man nicht tauschen            | Appointment on Route 17               | 31. Dez. 1988        | 12. Feb. 1992                         | René Bonnière      | Haskell Barkin                          |
| 51         | 16        | Einer zuviel an Bord                      | The Cold Equations                    | 7. Jan. 1989         | 5. Feb. 1992                          | Martin Lavut       | Alan Brennert & Tom Godwin              |
| 52         | 17        | Ein Freund vom anderen Stern              | Stranger in Possum Meadows            | 14. Jan. 1989        | 11. Feb. 1992                         | Sturla Gunnarsson  | Paul Chitlik & Jeremy Bertrand Finch    |
| 53         | 18        | Straße der Schatten                       | Street of Shadows                     | 21. Jan. 1989        | 13. Feb. 1992                         | Ryszard Bugajski   | Michael Reaves                          |
| 54         | 19        | Ein Blick aus toten Augen                 | Something in the Walls                | 28. Jan. 1989        | 25. Feb. 1992                         | Allan Kroeker      | J. Michael Straczynski                  |
| 55         | 20        | Billard auf Leben und Tod                 | A Game of Pool                        | 4. Feb. 1989         | 14. Feb. 1992                         | Randy Bradshaw     | George Clayton Johnson                  |
| 56         | 21        | Zelle 2426                                | Room 2426                             | 11. Feb. 1989        | 20. Feb. 1992                         | Ryszard Bugajski   | Jeremy Bertrand Finch & Paul Chitlik    |
| 58         | 22        | Ein teuflischer Pfandleiher               | The Mind of Simon Foster              | 18. Feb. 1989        | 21. Feb. 1992                         | Douglas Jackson    | J. Michael Straczynski                  |
| 58         | 23        | Das Tor aus Licht                         | The Wall                              | 25. Feb. 1989        | 18. Feb. 1992                         | Atom Egoyan        | J. Michael Straczynski                  |
| 59         | 24        | Katz und Maus                             | Cat and Mouse                         | 4. März 1989         | 26. Feb. 1992                         | Eric Till          | Christy Marx                            |
| 60         | 25        | Rendezvous mit dem Tod                    | Rendezvous in a Dark Place            | 11. März 1989        | 27. Feb. 1992                         | René Bonnière      | J. Michael Straczynski                  |
| 61         | 26        | Das Gleichnis der drei Affen              | Many, Many Monkeys                    | 18. März 1989        | 28. Feb. 1992                         | Ryszard Bugajski   | William Froug                           |
| 62         | 27        | Liebe macht blind                         | Love is Blind                         | 25. März 1989        | 3. März 1992                          | Gilbert M. Shilton | Cal Willingham                          |
| 63         | 28        | Dämonische Spiele                         | Crazy as a Soup Sandwich              | 1. Apr. 1989         | 5. März 1992                          | Paul Lynch         | Harlan Ellison                          |
| 64         | 29        | Der ahnungslose Fernsehstar               | Special Service                       | 8. Apr. 1989         | 4. März 1992                          | Randy Bradshaw     | J. Michael Straczynski                  |
| 65         | 30        | Generationsspiel                          | Father and Son Game                   | 15. Apr. 1989        | 19. Feb. 1992                         | Randy Bradshaw     | Jeremy Bertrand Finch & Paul Chitlik    |

## The Twilight Zone (2002–2003)
Die Erstausstrahlung fand von 2002 bis 2003 auf dem amerikanischen Sender UPN statt und umfasst 22 Folgen. In Deutschland wurden alle Folgen der Serie vom 18. Mai bis 31. August 2005 auf dem Sender RTL II ausgestrahlt.
Die 22 Folgen der Serie bestanden, wie ein Großteil der Folgen der 80er Jahre, aus je 2 Geschichten, die jeweils ca. 23 Minuten füllten.
| Nr. (ges.) | Nr. (St.) | Deutscher Titel                      | Originaltitel                         | Erstausstrahlung USA | Deutschsprachige Erstausstrahlung (D) | Regie                | Drehbuch                                                 |
| --- | --------- | ------------------------------------ | ------------------------------------- | -------------------- | ------------------------------------- | -------------------- | -------------------------------------------------------- |
| 1 | 1         | Immergrün                            | Evergreen                             | 18. Sep. 2002        | 18. Mai 2005                          | Allan Kroeker        | Jill Blotevogel                                          |
| 1 | 1         | Der sterbende Tod                    | One Night at Mercy                    | 18. Sep. 2002        | 18. Mai 2005                          | Peter O’Fallon       | Christopher Mack                                         |
| 2 | 2         | Im Schatten der Schuld               | Shades of Guilt                       | 25. Sep. 2002        | 25. Mai 2005                          | Perry Lang           | Ira Steven Behr                                          |
| 2 | 2         | Die Traumfrau                        | Dream Lover                           | 25. Sep. 2002        | 25. Mai 2005                          | Peter O’Fallon       | Frederick Rappaport                                      |
| 3 | 3         | Die Wiege der Dunkelheit             | Cradle of Darkness                    | 2. Okt. 2002         | 1. Juni 2005                          | Jean de Segonzac     | Kamran Pasha                                             |
| 3 | 3         | Die Nachtfahrt                       | Night Route                           | 2. Okt. 2002         | 1. Juni 2005                          | Jean de Segonzac     | Jill Blotevogel                                          |
| 4 | 4         | Vertauschte Identität                | Time Lapse                            | 9. Okt. 2002         | 8. Juni 2005                          | John T. Kretchmer    | James Crocker                                            |
| 4 | 4         | Die Spiegel der Seele                | Dead Man’s Eyes                       | 9. Okt. 2002         | 8. Juni 2005                          | Jerry Levine         | Frederick Rappaport                                      |
| Durch die Brille ihres ermordeten Ehemanns sieht die Witwe episodenhaft die letzten Momente seines Lebens. Sie erkennt, dass der verurteilte Ex-Partner nicht der Mörder ist, doch Visionen sind keine Beweise. Am Ende erkennt sie, dass ihre fürsorgliche Freundin eine Affäre mit ihrem Mann gehabt hat, und es stellt sich heraus, dass die Ehefrau selbst im eifersüchtigen Wahn oder drogenhaften Rausch (Es wird anfänglich erwähnt, dass sie ein Suchtproblem gehabt hat), ihren Mann erschlagen hat. |           |                                      |                                       |                      |                                       |                      |                                                          |
| 5 | 5         | Höllenqualen                         | The Pool Guy                          | 16. Okt. 2002        | 15. Juni 2005                         | Paul Shapiro         | Hans Beimler                                             |
| Ein Poolreiniger in finanziellen Nöten wird immer wieder von demselben Mann erschossen, woraufhin er jedes Mal aufwacht. Im vermeintlichen Wachzustand passiert es ihm erneut, sodass es ihm wie ein endloser Alptraum im Alptraum vorkommt. Tatsächlich schläft er zuckend in einer Art Labor, wo ihm Traumsequenzen zugespielt werden, als Strafe für den Raubmord an einer Kundin. Die Person, die ihn in Dauerschleife erschießt, ist der Ehemann der Getöteten. |           |                                      |                                       |                      |                                       |                      |                                                          |
| 5 | 5         | Azoth der Rächer                     | Azoth the Avenger Is a Friend of Mine | 16. Okt. 2002        | 15. Juni 2005                         | Brad Turner          | Brent V. Friedman                                        |
| 6 | 6         | Der Mann von der Telefongesellschaft | The Lineman                           | 23. Okt. 2002        | 29. Juni 2005                         | Jonathan Frakes      | Pen Densham                                              |
| 7 | 7         | Die Klänge des Bösen                 | Harsh Mistress                        | 30. Okt. 2002        | 6. Juli 2005                          | Brad Turner          | Bradley Thompson & David Weddle                          |
| 7 | 7         | Eine perfekte Familie                | Upgrade                               | 30. Okt. 2002        | 6. Juli 2005                          | Joe Chappelle        | Robert Hewitt Wolfe                                      |
| 8 | 8         | Tote leben länger                    | To Protect and Serve                  | 6. Nov. 2002         | 13. Juli 2005                         | Joe Chappelle        | Kamran Pasha                                             |
| 8 | 8         | Die Auserwählten                     | Chosen                                | 6. Nov. 2002         | 13. Juli 2005                         | Winrich Kolbe        | Ira Steven Behr                                          |
| Die UN befasst sich mit Spannungen zwischen den Supermächten aufgrund ausgefallener Satelliten. Derweil hat Vince Janson mit seinem Leben Probleme. Mysteriöse Heilsversprecher ködern die Stadtbewohner als „Auserwählte“. Janson wehrt sich vehement gegen die – wie er ahnt – Außerirdischen, denen seine Nachbarschaft bereits folgt. Da bald Atombomben fallen, entgeht Janson dem Weltuntergang nicht. |           |                                      |                                       |                      |                                       |                      |                                                          |
| 9 | 9         | Das sinnliche Programm               | Sensuous Cindy                        | 13. Nov. 2002        | 13. Juli 2005                         | John T. Kretchmer    | James Crocker                                            |
| 9 | 9         | Gejagt                               | Hunted                                | 13. Nov. 2002        | 13. Juli 2005                         | Patrick Norris       | Christopher Mack                                         |
| Unter Führung eines gerade Vater gewordenen Arztes begibt sich ein Freiwilligentrupp aus einer Stadt der Zukunft, in der es keine Gewalt gibt, in den Wald. Kampfunerfahren, aber fest entschlossen, die letzte darin hausende Bestie zu erlegen, kommt es zu Verlusten. Verschont wird der Arzt, weil er einer sterbenden Frau helfen soll. Das „Monster“ ist nämlich ein Mensch, die Stadtbewohner sind Androiden, die einst von den Menschen erschaffen wurden, dies aber nicht wahrhaben wollen. Nach erfolgreicher Ausrottung und Rückkehr wird das (eingangs gezeigte) „Baby“ zur Nachtruhe abgeschaltet.                                                                    |           |                                      |                                       |                      |                                       |                      |                                                          |
| 10 | 10        | Der Motivator                        | Mr. Motivation                        | 20. Nov. 2002        | 20. Juli 2005                         | Deran Sarafian       | Brent V. Friedman & Steven Aspis                         |
| 10 | 10        | Vertreibung aus dem Paradies         | Sanctuary                             | 20. Nov. 2002        | 20. Juli 2005                         | Patrick Norris       | James Crocker                                            |
| 11 | 11        | Das Geschäft mit der Zukunft         | Future Trade                          | 27. Nov. 2002        | 20. Juli 2005                         | Bob Balaban          | Clyde Hayas                                              |
| 11 | 11        | Die zweite Chance                    | Found and Lost                        | 27. Nov. 2002        | 20. Juli 2005                         | Vern Gillum          | Frederick Rappaport & Bill Mumy                          |
| 12 | 12        | Der Pechvogel                        | Gabe’s Story                          | 11. Dez. 2002        | 27. Juli 2005                         | Allan Kroeker        | Dusty Kay                                                |
| 12 | 12        | Die letzte Runde                     | Last Lap                              | 11. Dez. 2002        | 27. Juli 2005                         | Brad Turner          | Rob Hedden                                               |
| 13 | 13        | Mein Leben in deiner Hand            | The Path                              | 8. Jan. 2003         | 27. Juli 2005                         | Jerry Levine         | James Crocker                                            |
| 13 | 13        | Die Stimme des Gewissens             | Fair Warning                          | 8. Jan. 2003         | 27. Juli 2005                         | John T. Kretchmer    | David Weddle & Bradley Thompson                          |
| 14 | 14        | Das andere Leben                     | Another Life                          | 5. Feb. 2003         | 3. Aug. 2005                          | Risa Bramon Garcia   | Amir Mann & Brent V. Friedman                            |
| 14 | 14        | Der Spieler                          | Rewind                                | 5. Feb. 2003         | 3. Aug. 2005                          | Kevin Bray           | James Crocker                                            |
| 15 | 15        | Das Bild auf der Seele               | Tagged                                | 12. Feb. 2003        | 3. Aug. 2005                          | James Head           | Charles Largent & Michael Angeli                         |
| 15 | 15        | Der helle Schein des Todes           | Into the Light                        | 12. Feb. 2003        | 3. Aug. 2005                          | Lou Diamond Phillips | Moira Kirland Dekker                                     |
| 16 | 16        | Das Ungeheuer von Peaksville         | It’s Still a Good Life                | 19. Feb. 2003        | 10. Aug. 2005                         | Allan Kroeker        | Ira Steven Behr & Jerome Bixby                           |
| 16 | 16        | Terror in der Maple Street           | The Monsters Are on Maple Street      | 19. Feb. 2003        | 10. Aug. 2005                         | Debbie Allen         | Erin Maher, Kay Reindl & Rod Serling                     |
| 17 | 17        | Memphis                              | Memphis                               | 26. Feb. 2003        | 10. Aug. 2005                         | Eriq La Salle        | Eriq La Salle                                            |
| 17 | 17        | Wie sehr lieben Sie ihre Kinder?     | How Much Do You Love Your Kid?        | 26. Feb. 2003        | 10. Aug. 2005                         | Allison Liddi-Brown  | Michael Angeli                                           |
| 18 | 18        | Der Placebo-Effekt                   | The Placebo Effect                    | 2. Apr. 2003         | 17. Aug. 2005                         | Jerry Levine         | Brent V. Friedman & Rebecca Swanson                      |
| Ein Hypochonder bildet sich eine in einem SF-Roman beschriebene Krankheit so sehr ein, dass sie nicht nur ihn, sondern auch alle seine Kontaktpersonen tatsächlich befällt. Diesmal genügt kein einfaches Placebo. Die Ärztin tischt dem Patienten die Geschichte von einem niedergegangenen Meteoriten auf, der ein heilendes Element mitgeführt habe. Nach Verabreichung einer gefärbten Kochsalzlösung verschwinden die Symptome, aber die angstvoll ausgemalten Folgen des angeblichen Meteoriteneinschlags für die Erde werden nun real. |           |                                      |                                       |                      |                                       |                      |                                                          |
| 18 | 18        | Das Gemini-Projekt                   | Cold Fusion                           | 2. Apr. 2003         | 17. Aug. 2005                         | Eli Richbourg        | Ashley Edward Miller & Zack Stentz                       |
| 19 | 19        | Der Fluch des Pharao                 | The Pharaoh’s Curse                   | 23. Apr. 2003        | 17. Aug. 2005                         | Bob Balaban          | Stephen Beck                                             |
| 19 | 19        | Die Puppensammlung                   | The Collection                        | 23. Apr. 2003        | 17. Aug. 2005                         | John T. Kretchmer    | Erin Maher & Kay Reindl                                  |
| 20 | 20        | Im Auge des Betrachters              | Eye of the Beholder                   | 30. Apr. 2003        | 24. Aug. 2005                         | David R. Ellis       | Rod Serling                                              |
| Eine junge Frau ist mit einem komplett von Bandagen bedeckten Gesicht in einem Krankenhaus; man erfährt, dass sie schrecklich entstellt sei und mit einer Operation versucht worden sei, ihr Gesicht wieder normal aussehen zu lassen. Als die Bandagen abgenommen werden, kommt eine wunderschöne junge Frau zum Vorschein. Dennoch wird die Operation als Misserfolg gewertet, denn erst jetzt erfährt man, dass in dieser Welt alle anderen Menschen ein schweineartiges Gesicht haben und die nach unseren Maßstäben schöne Frau für entstellt halten. Schönheit liegt eben im Auge des Betrachters. – Diese Folge ist ein Remake der gleichnamigen Episode der Originalserie. |           |                                      |                                       |                      |                                       |                      |                                                          |
| 20 | 20        | Das Haus am Meer                     | Developing                            | 30. Apr. 2003        | 24. Aug. 2005                         | Allison Liddi-Brown  | Moira Kirland Dekker                                     |
| 21 | 21        | Der Schutzengel                      | The Executions of Grady Finch         | 7. Mai 2003          | 24. Aug. 2005                         | John Peter Kousakis  | Ira Steven Behr, Brent V. Friedman & Frederick Rappaport |
| 21 | 21        | Die Heimkehr                         | Homecoming                            | 7. Mai 2003          | 24. Aug. 2005                         | Risa Bramon Garcia   | Michael Angeli, Bradley Thompson & David Weddle          |
| 22 | 22        | Sonnenfinsternis                     | Sunrise                               | 21. Mai 2003         | 31. Aug. 2005                         | Tim Matheson         | Frederick Rappaport & Katrina Cabrera Ortega             |
| 22 | 22        | Brandstiftung                        | Burned                                | 21. Mai 2003         | 31. Aug. 2005                         | John T. Kretchmer    | Seth Weisburst & Daniel Wolowicz                         |

## The Twilight Zone (2019)

### Staffel 1
Eine weitere Neuauflage der Serie mit Jordan Peele wurde vom 1. April bis zum 30. Mai 2019 auf dem amerikanischen Streaming-Anbieter CBS All Access veröffentlicht. In Deutschland wurden alle Folgen am 2. Februar auf TVNOW veröffentlicht.
| Nr. (ges.) | Nr. (St.) | Deutscher Titel        | Originaltitel            | Erstveröffentlichung USA | Deutschsprachige Erstveröffentlichung (D) | Regie                  | Drehbuch                                    |
| --- | --------- | ---------------------- | ------------------------ | ------------------------ | ----------------------------------------- | ---------------------- | ------------------------------------------- |
| 1 | 1         | Wer zuletzt lacht ...  | The Comedian             | 1. Apr. 2019             | 2. Feb. 2020                              | Owen Harris            | Alex Rubens                                 |
| 2 | 2         | Alptraum über Wolken   | Nightmare at 30,000 Feet | 1. Apr. 2019             | 2. Feb. 2020                              | Greg Yaitanes          | Simon Kinberg, Jordan Peele & Marco Ramírez |
| 3 | 3         | Alles auf Anfang       | Replay                   | 11. Apr. 2019            | 2. Feb. 2020                              | Gerard McMurray        | Selwyn Seyfu Hinds                          |
| 4 | 4         | Der Reisende           | A Traveler               | 18. Apr. 2019            | 2. Feb. 2020                              | Ana Lily Amirpour      | Glen Morgan                                 |
| 5 | 5         | Das Wunderkind         | The Wunderkind           | 25. Apr. 2019            | 2. Feb. 2020                              | Richard Shepard        | Andrew Guest                                |
| 6 | 6         | Die letzten Menschen   | Six Degrees of Freedom   | 2. Mai 2019              | 2. Feb. 2020                              | Jakob Verbruggen       | Heather Anne Campbell & Glen Morgan         |
| Eine Astronautencrew startet bei Ausbruch eines Atomkriegs ihre Marsmission. Ein sich getestet und beobachtet fühlendes Mitglied steigt aus und stirbt offenbar im All. Nach geglückter Marslandung zeigt sich, dass intergalaktische Beobachter den Skeptiker seiner Intelligenz wegen gerettet haben sowie die anderen ihrer Pionierleistung wegen unterstützen werden. |           |                        |                          |                          |                                           |                        |                                             |
| 7 | 7         | Meteoriten             | Not All Men              | 9. Mai 2019              | 2. Feb. 2020                              | Christina Choe         | Heather Anne Campbell                       |
| 8 | 8         | Immigrantin            | Point of Origin          | 16. Mai 2019             | 2. Feb. 2020                              | Mathias Herndl         | John Griffin                                |
| 9 | 9         | Der blaue Skorpion     | The Blue Scorpion        | 23. Mai 2019             | 2. Feb. 2020                              | Craig William Macneill | Glen Morgan                                 |
| 10 | 10        | Der verschwommene Mann | Blurryman                | 30. Mai 2019             | 2. Feb. 2020                              | Simon Kinberg          | Alex Rubens                                 |

### Staffel 2
Die zweite Staffel wurde in den Vereinigten Staaten komplett am 25. Juni 2020 veröffentlicht.
| Nr. (ges.) | Nr. (St.) | Deutscher Titel | Originaltitel       | Erstveröffentlichung USA | Deutschsprachige Erstveröffentlichung (D) | Regie                          | Drehbuch                       |
| ---------- | --------- | --------------- | ------------------- | ------------------------ | ----------------------------------------- | ------------------------------ | ------------------------------ |
| 11         | 1         | -               | Meet in the Middle  | 25. Juni 2020            | -                                         | Matthias Herndl                | Emily C. Chang & Sarah Amini   |
| 12         | 2         | -               | Downtime            | 25. Juni 2020            | -                                         | J. D. Dillard                  | Jordan Peele                   |
| 13         | 3         | -               | The Who of You      | 25. Juni 2020            | -                                         | Peter Atencio                  | Win Rosenfield                 |
| 14         | 4         | -               | Ovation             | 25. Juni 2020            | -                                         | Ana Lily Amirpour              | Emily C. Chang & Sarah Amini   |
| 15         | 5         | -               | Among the Untrodden | 25. Juni 2020            | -                                         | Tayarisha Poe                  | Heather Anne Campbell          |
| 16         | 6         | -               | 8                   | 25. Juni 2020            | -                                         | Justin Benson & Aaron Moorhead | Glen Morgan                    |
| 17         | 7         | -               | A Human Face        | 25. Juni 2020            | -                                         | Christina Choe                 | Alex Rubens                    |
| 18         | 8         | -               | A Small Town        | 25. Juni 2020            | -                                         | Alonso Alvarez-Barreda         | Steven Barnes & Tananarive Due |
| 19         | 9         | -               | Try, Try            | 25. Juni 2020            | -                                         | Jennifer McGowan               | Alex Rubens                    |
| 20         | 10        | -               | You Might Also Like | 25. Juni 2020            | -                                         | Oz Perkins                     | Oz Perkins                     |